# Die PARTEI
Die Partei für Arbeit, Rechtsstaat, Tierschutz, Elitenförderung und basisdemokratische Initiative (Kurzbezeichnung: Die PARTEI) ist eine Kleinpartei in Deutschland, die sich oftmals satirischer Mittel bedient. Sie wurde 2004 von Redakteuren der Titanic gegründet. Im Europa-Parlament ist sie seit 2014 durch ihren Vorsitzenden Martin Sonneborn vertreten, seit 2024 als Nachfolgerin Nico Semsrotts auch durch Sibylle Berg. Im 19. Deutschen Bundestag repräsentierte sie von November 2020 bis Oktober 2021 Marco Bülow als ein fraktionsloser Abgeordneter.

## Profil

### Name

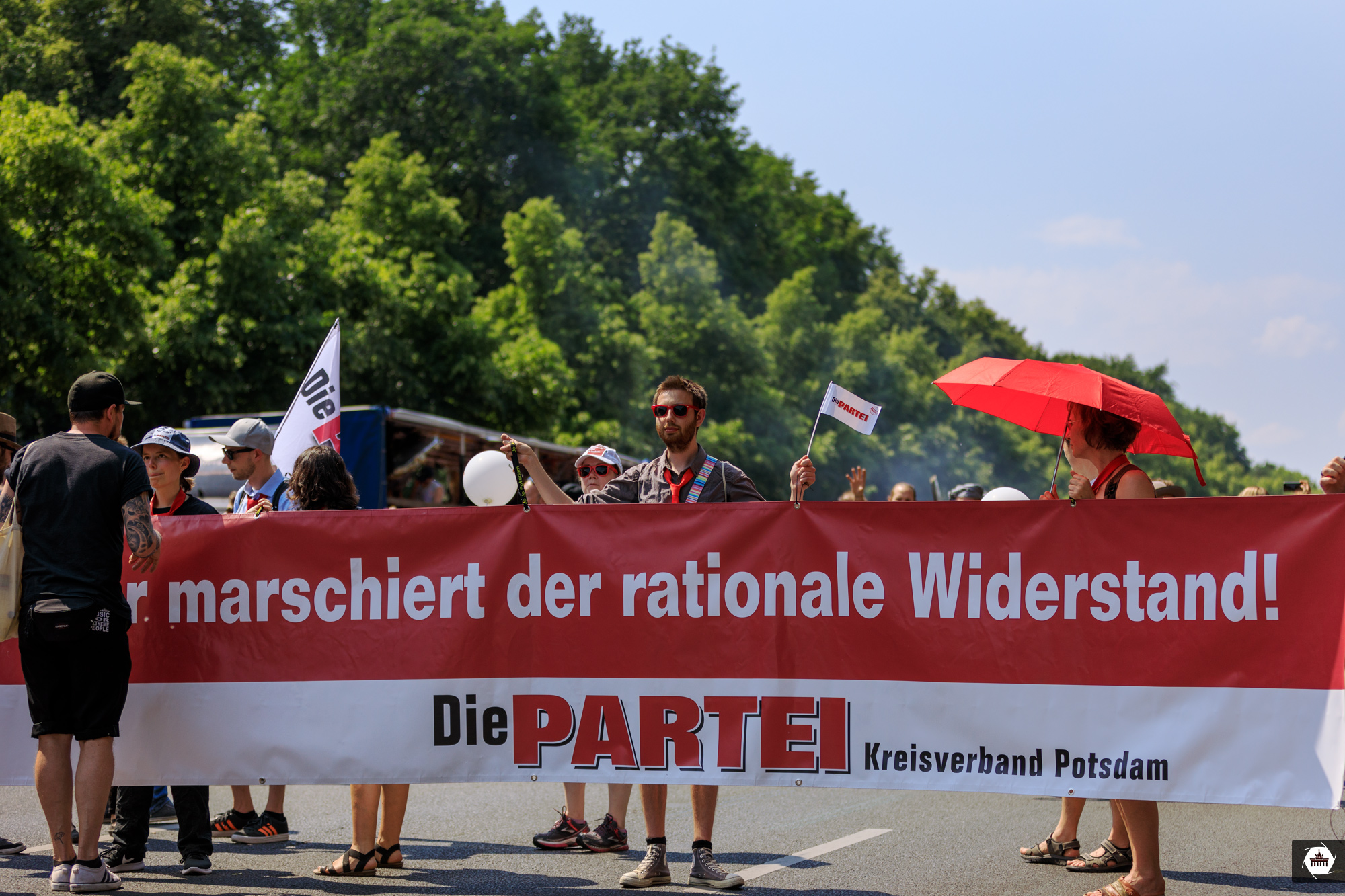
Die PARTEI auf der „AfD-wegbassen“-Demo in Berlin, 2018

Der Name „Die PARTEI“ spielt auf die umgangssprachliche Bezeichnung der Sozialistischen Einheitspartei Deutschlands als „die Partei“ an. Die Abkürzung des Parteinamens zu „Die PARTEI“ ist ein scherzhaftes Apronym, das als Initialwort in seiner eigenen Explikation enthalten ist. Damit rekurriert der Name auf das Spiel mit rekursiven Akronymen, wie sie in Namensgebungen der freien Software häufig Verwendung finden.

### Grundsatzprogramm
Das Parteiprogramm trägt den Titel Programm des Bundesverbandes der PARTEI und gilt unverändert seit der Gründung im August 2004. Daneben existieren verschiedene regionale Thesen und Forderungen, die nur informell zwischen den Mitgliedern ausgetauscht oder im Wahlkampf eingesetzt werden, nicht immer aus dem Programm abgeleitet oder mit diesem vereinbar sein sollen. Von diesem persiflierten Populismus verspricht sich Sonneborn, gezielt Wählerstimmen zu gewinnen, und erklärt hierzu: „In der Politik wird heutzutage geäußert, was Stimmen bringt, und das werden wir auch tun. Ich finde es schließlich besser, wenn wir die Stimmen bekommen als irgendwelche Rechtsradikale.“ Die PARTEI sei auch bereit, mit beliebigen Partnern eine Koalition einzugehen, um eine Mehrheit zu erlangen – außer mit der FDP, denn sie wolle nicht mit Spaßparteien zusammenarbeiten.
Das Programm besteht aus zehn Abschnitten und einer Präambel. Diese beginnt mit den Worten: „Wir, die Mitglieder der PARTEI, stellen den Menschen in den Mittelpunkt unserer Politik.“ Sie nennt als Ziel die Verwirklichung einer „wirklich menschlichen, das heißt friedlichen und gerechten Gesellschaft“. Daran schließen sich drei einleitende Abschnitte zu den Grundwerten Freiheit, Gleichheit und Brüderlichkeit an, wonach das Ziel sei:
- „ein Gemeinwesen, in dem sich jeder seinen Bedürfnissen und Fähigkeiten gemäß entwickeln kann und sich seiner Verantwortung für die Gesellschaft bewusst ist“,
- „eine Gesellschaft, in der individuelle Leistung ohne Ansehen der Person gefördert und belohnt wird“ sowie
- „ein Gemeinwesen, das seine Mitglieder in Krisensituationen nicht alleinläßt und das auf dem Weg in die Zukunft niemanden zurückläßt“.

Der Hauptteil umfasst fünf Kapitel zu den Bereichen Arbeitspolitik, Gleichstellung, Gesundheitspolitik, Umweltpolitik und direkte Demokratie. Darin wird im Wesentlichen recht unspezifisch gefordert:
- „eine breit angelegte Kampagne für eine weitreichende Verkürzung der allgemeinen Arbeitszeit bei vollem Lohn- und Gehaltsausgleich“,
- „eine gerechte Verteilung der Güter und gleiche Lebenschancen für alle“,
- „eine nachhaltige Reform des Gesundheitswesens“,
- „ein umweltpolitisch engagiertes Agieren“ sowie
- die Einführung von Volksinitiative, Volksbegehren und Volksentscheid.
- Die neuen Bundesländer sollen zu einem einzigen „Ost-Bundesland“ zusammengefasst werden. Dieses solle den Namen „Sonderbewirtschaftungszone“ (kurz „SBZ“, in Anlehnung an die sowjetische Besatzungszone) tragen und „baulich vom Rest der Republik getrennt werden“.[12]

#### Forderungen
Gefordert wird der Bau einer Mauer, was sich aus dem letzten Kapitel des Parteiprogramms ableitet. Dies wird auch in abgewandelter Form in regionalen Wahlkämpfen ohne direkten Bezug zur ehemaligen Ost-West-Grenze verwendet. Bestärkt sieht sich Die PARTEI nach eigenen Angaben durch eine Forsa-Umfrage, der zufolge sich 20 Prozent der Deutschen und sogar 30 Prozent der Berliner die Mauer zurückwünschen.
Sonneborn bezeichnet das Anliegen indes lediglich als „populistisches Vehikel“. Er werde die Mauer nicht einfach bauen, sondern eine Volksbefragung durchführen. Die PARTEI sei auch gegründet worden und die Forderung aufgekommen, weil „in den Feuilletons überhaupt keine Debatte darüber“ stattgefunden habe, „ob wir vielleicht doch sehr getrennt sind, wir – und die da drüben.“
Zu den Bundestags- und Europawahlen stellt Die PARTEI Wahlprogramme auf, deren Forderungen aktuelle Entwicklungen humoristisch oder sarkastisch kommentieren. Beispielhaft das Regierungsprogramm zur Bundestagswahl 2017:
1. Bekenntnis zur Gerechtigkeit…

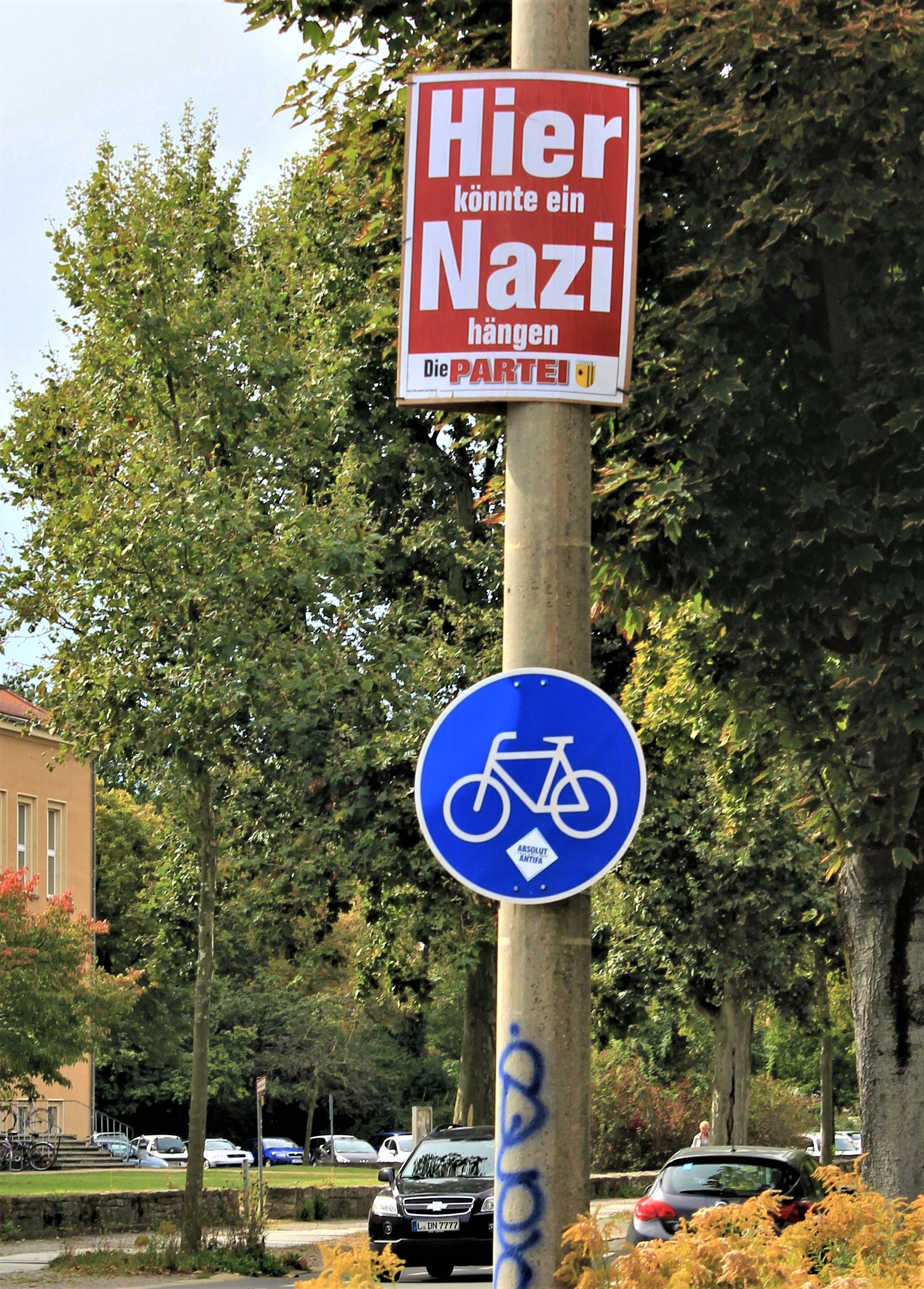
Die PARTEI Wahlplakat zur Bundestagswahl 2017 („Hier könnte ein Nazi hängen“)

  - „Doppelt so viel Gerechtigkeit wie die SPD.“
2. …und Lohngerechtigkeit
  - Managergehälter an die BH-Größe koppeln.
3. Bekenntnis zu Europa
  - Gemeint ist der Kontinent.
4. Bierpreisbremse jetzt!
5. MILF-Geld statt Cougar-Rente
6. Tierschutz
  - Tierversuche stattdessen an Spitzensportlern.
7. Kein Einsatz von Chatbots!
  - Sperrung der Social-Media-Kanäle von Ralf Stegner, Peter Tauber u. a.
8. Umgang mit Erdoğan
  - Erdoğan solle „eingekerkert“ werden.
9. Med. Versorgung auf dem Land
  - Diese solle Tierärzten überlassen werden.
10. Artenschutz für die Grünen
11. Bürgergeld
  - Abgeordnetendiäten auf Arbeitslosengeld-II-Niveau senken.
12. Gemäßigte Epistokratie
  - Wissensfragen als Voraussetzung für das Wahlrecht
13. Obergrenze für Flüchtlinge
  - Deutschland soll nicht mehr aufnehmen dürfen als das Mittelmeer.
14. G1-Schulsystem
  - Die Antworten für Abiturprüfungen sollen vorab bekanntgegeben werden.
15. Elitenförderung
  - Bologna-Reform rückabwickeln.
16. Der Russe ist an allem schuld
  - Die Rechtfertigung „Es war Putin“ soll von deutschen Gerichten als schuldbefreiend anerkannt werden.

### Die PARTEI undTitanic

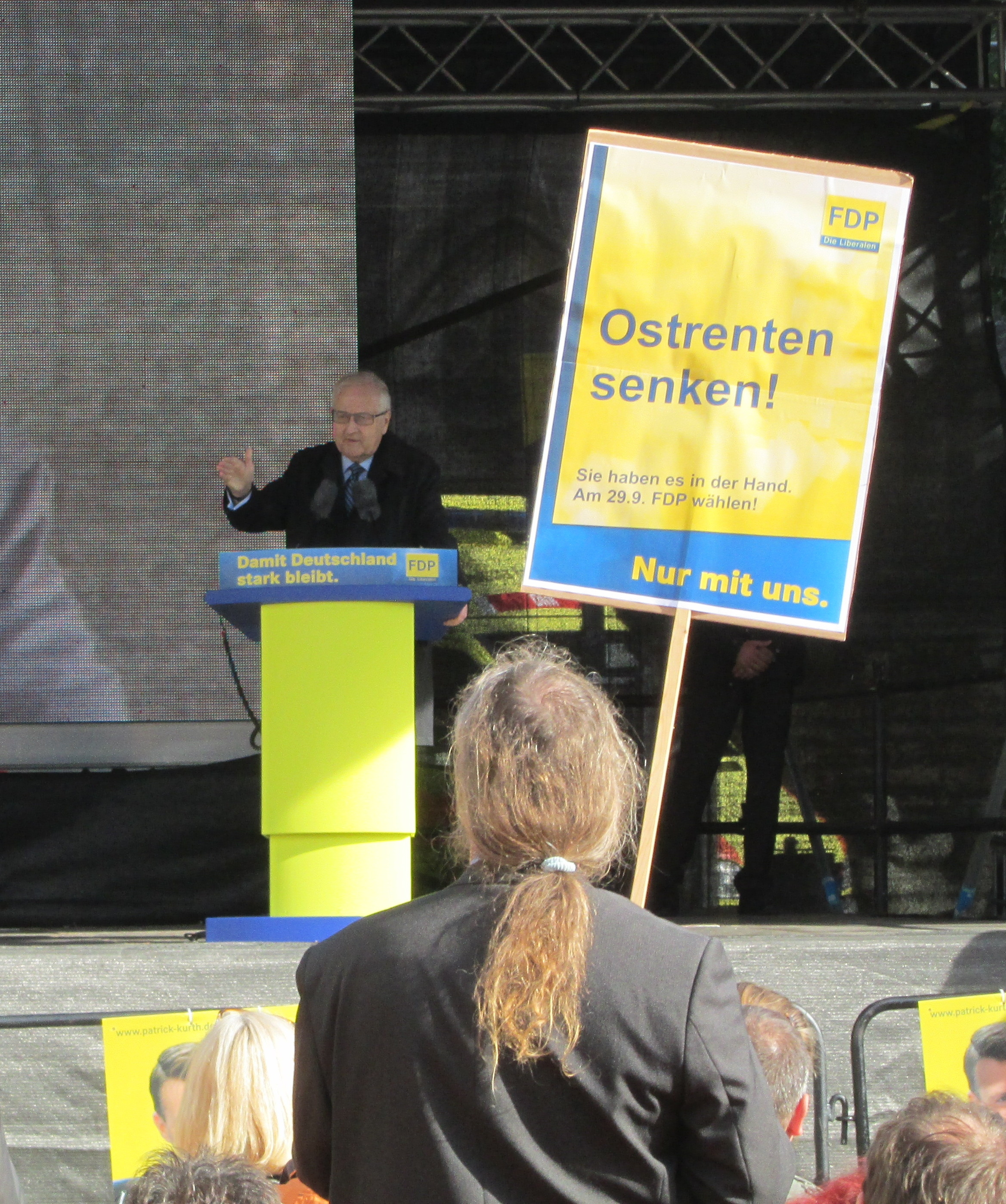
Ein PARTEI-Mitglied mit Plakat „Ostrenten senken“ im FDP-Design bei einer FDP-Wahlkampfveranstaltung mit Rainer Brüderle (2013)

Die Gründung der PARTEI wurde am 2. August 2004 durch Redakteure der in Frankfurt am Main erscheinenden Satirezeitschrift Titanic initiiert; bis heute sind Redaktion und Parteispitze personell eng verbunden: So waren der Bundesvorsitzende Sonneborn sowie der Ehrenvorsitzende Oliver Maria Schmitt vormals Chefredakteure der Titanic. Obwohl sich der offizielle Sitz der PARTEI in der Kopischstraße in Berlin befindet, war der von ihr angegebene Fax-Anschluss bis 2011 identisch mit dem der Redaktion in Frankfurt. Seitdem ist der Anschluss identisch mit dem des Titanic-Verlags in Berlin. Die Titanic fungiert ferner als offizielles Organ der Partei.
Die Titanic beteiligte sich vor Gründung der PARTEI mit Satire-Aktionen an Wahlkämpfen: Zur Bundestagswahl 2002 fingierte die Redaktion einen FDP-Informationsstand mit antisemitischen Parolen.
Im Januar vor der Landtagswahl in Hessen 2003 gaben sich Martin Sonneborn und fünf weitere Titanic-Redakteure als SPD-Spitzenkandidat Gerhard Bökel aus. Mit grauen Anzügen, blauem Hemd und roter Krawatte verkleidet, versuchten die Redakteure scherzhaft den schleppenden Wahlkampf des wenig bekannten SPD-Kandidaten aufzubessern. Dennoch unterlag die SPD dem amtierenden Ministerpräsident Roland Koch (CDU Hessen) und erzielte das damals schlechteste Ergebnis der SPD Hessen. Bis heute sind die grauen Anzüge das Erkennungszeichen der PARTEI-Mitglieder.
Zur Landtagswahl in Bayern 2003 schließlich erklärte Titanic stellvertretend für die Landes-SPD angesichts der CSU-Übermacht: „Wir geben auf“. Die PARTEI führte dies fort und tauchte beim Bundestagswahlkampf 2013 unter anderem mehrfach mit Plakaten im Design anderer Parteien auf deren Veranstaltungen auf.
Bereits vor der Wiedervereinigung hatte die Titanic sich gegen eine solche ausgesprochen. Titanic-Mitgründer Chlodwig Poth erklärte: „Die endgültige Teilung Deutschlands – das ist unser Auftrag“, dieser Satz findet sich seit Dezember 1989 im Impressum der Titanic, in Anspielung auf das jahrzehntelang im Impressum von Bild verwendete Zitat „Die Einheit des Vaterlandes in Freiheit, das ist unser Auftrag“. Auch Die PARTEI verwendet ein bekanntes Zitat aus der Geschichte der deutschen Teilung: „Niemand hat die Absicht, eine Mauer zu errichten. Außer uns.“ Der erste Satz zitiert Walter Ulbricht, der als DDR-Staatsratsvorsitzender mit diesen Worten 1961 Pläne zur Errichtung der Berliner Mauer bestritt.

### Mitglieder und Unterstützer

#### Bekanntheiten
Der PARTEI gehören unter anderem Martin Sonneborn, Mark Benecke, Samira El Ouassil, Bela B, Leo Fischer, Rod González, Oliver Maria Schmitt, Sibylle Berg und die Hip-Hopper Maxim und Nico (Gruppe K.I.Z) an. Als Unterstützer für die Landtagswahl 2010 ließen sich Hella von Sinnen, Dirk Bach und Guildo Horn mit PARTEI-Funktionären und -Plakaten ablichten. Mitglieder der Bands Slime und Antilopen Gang sowie der Rapper Nilo Destino traten bei Parteiveranstaltungen auf. Als weitere Unterstützer traten bei verschiedenen Anlässen Jacques Palminger, Rocko Schamoni, Shahak Shapira, Heinz Strunk und Serdar Somuncu auf.

#### Über- und Austritte von Mandatsträgern
Ihre ersten Mandate erlangte Die PARTEI durch Übertritte gewählter Mandatsträger aus anderen Parteien, das erste im Rat der Stadt Leverkusen (Mai 2011), außerdem im Rat der Stadt Saarlouis (Dezember 2012) und in der Bezirksvertretung Essen-West (Mai 2014). Weitere Übertritte erfolgten im Jahr 2018 in den Orten Fulda und Hechthausen. Ab dem 17. November 2020 hielt Die PARTEI durch den Übertritt des parteilosen ehemaligen SPD-Abgeordneten Marco Bülow ein Mandat im 19. Bundestag. Am 2. Oktober 2021 gab Pia Blothe, jüngste Mandatsträgerin im Herdecker Stadtrat, ihren Wechsel von der SPD zur PARTEI bekannt.
Nico Semsrott, Mitglied im Europaparlament seit 2019, trat im Januar 2021 aus der PARTEI mit der Begründung aus, dass Martin Sonneborn, dem wegen eines Tweets rassistisches Verhalten vorgeworfen wurde, ignorant mit Kritik umgehe.

#### Mitgliederentwicklung
| Jahr | Stand am 31.12. | % z. Vorjahr |
| ---- | --------------- | ------------ |
| 2013 | 10.709          |              |
| 2014 | 14.158          | +32,2 %      |
| 2015 | 17.883          | +26,3 %      |
| 2016 | 22.312          | +24,8 %      |
| 2017 | 27.958          | +25,3 %      |
| 2018 | 31.252          | +11,8 %      |
| 2019 | 42.681          | +36,6 %      |
| 2020 | Nov.: 52.486    | +23,0 %      |

### Parteihymne
Neue Verwendung findet eine textlich geänderte Version des Liedes der Partei als die „endgültige PARTEIhymne“.

## Geschichte

### Gründung 2004 bis Bundestagswahl 2005
Die PARTEI wurde am 3. August 2004 gegründet. In den darauf folgenden Wochen nahm die Mitgliederanzahl im Zuge der großen Medienresonanz schnell zu. Für die Zulassung einer Partei waren 400 Mitglieder notwendig, bis zur Übergabe der Mitgliedsanträge an den Bundeswahlleiter in Wiesbaden am 9. September 2004 traten jedoch bereits 1000 Mitglieder bei. Die Angaben zur damaligen Mitgliederzahl schwanken zwischen 4800, ca. 6000 und 8000. Im Vorfeld der Zulassung zur Bundestagswahl 2013 hat Die PARTEI den Bundeswahlleiter über die aktuelle Mitgliederzahl informiert: Zum 30. Juni 2013 hatte Die PARTEI 9105 Mitglieder.
Der erste Ortsverband gründete sich bereits innerhalb von zwei Wochen am 16. August 2004 im Landkreis Marburg-Biedenkopf. Der erste Landesverband folgte zwei Monate später am 24. Oktober 2004 auf dem nordrhein-westfälischen Landesparteitag in Münster. Dieser beschloss eine Landesliste mit 20 Kandidaten für die Landtagswahl am 22. Mai 2005. Die für deren Zulassung erforderlichen 1000 Unterstützerunterschriften sah Sonneborn als unkritisch an, da Die PARTEI zu diesem Zeitpunkt bereits 800 Mitglieder in Nordrhein-Westfalen gehabt habe. Bei der Landeswahlleiterin reichte Die PARTEI am 4. April 2005 schließlich 1765 gültige Unterschriften ein, woraufhin der Landeswahlausschuss sie am 12. April 2005 zuließ. Bei der Wahl am 22. Mai 2005 erhielt Die PARTEI lediglich 1338 Wählerstimmen (0,016 %). Sie legte daraufhin Beschwerde gegen das amtliche Endergebnis ein, da ihre Landesliste aufgrund des nordrhein-westfälischen Wahlrechts nur in den vier Kreisen gewählt werden konnte, in denen auch Direktkandidaten aufgestellt waren.
Neben dem im November 2004 gegründeten Landesverband Bremen kamen im Verlaufe des Jahres 2005 noch sechs weitere Landesverbände in Baden-Württemberg, Bayern, Berlin, Hamburg, Hessen und Rheinland-Pfalz hinzu.
Im Vorfeld der vorgezogenen Bundestagswahl am 18. September 2005 führte Die PARTEI im Juni 2005 Sondierungsgespräche mit der Partei APPD und deren Kanzlerkandidaten Wolfgang Wendland über das Ziel einer gemeinsamen Liste, die in die Gründung eines „Zweckbündnisses“ mündeten. Der Bundeswahlleiter ließ Die PARTEI am 12. August 2005 zur Wahl zu, woraufhin die für die Landesliste notwendige Unterschriftenzahl in Berlin und Hamburg erreicht wurde. Die PARTEI veranstaltete am 3. September 2005 ein Kandidatinnencasting, um eine Kanzlerkandidatin aufzustellen. Dabei setzten sich „gleich zwei schöne, politikinteressierte junge Frauen unter 35“ durch: Katrin Bischof aus Berlin und Kristina Sassenscheidt aus Hamburg.
Die PARTEI geriet in die Schlagzeilen, da sie 25 Sekunden ihrer Wahlwerbezeit in ARD und ZDF oder die Möglichkeit einer Produktplatzierung über einen Spot hinweg über das Auktionshaus eBay zum Verkauf anbot. Die Versteigerung der Sendezeit stieß auf Kritik beim ZDF, das diese Aktion als „peinlichen PR-Gag“ bezeichnete. Eine Privatperson ersteigerte die Werbezeit daraufhin für 14.049 Euro. Nach Angaben Sonneborns wurde diese jedoch für den doppelten Preis zurückgekauft.
Tatsächlich wurden ein Wahlwerbespot mit einer Tischdecke im Corporate Design des Unternehmens und ein zweiter im kompletten Design der Firma inklusive der Erwähnung des Namens als Abkürzung für „Hohe LeistungsmaXimierung“ ausgestrahlt. In ihrem letzten Werbespot wurden mehrfach die Internet-Adresse hlx.com und die Hinweise „Flüge europaweit ab 19,99 €“ und „Fliegen zum Taxipreis“ deutlich im Bild gezeigt. Sonneborn gibt dabei den Namen der PARTEI falsch als „Partei für Arbeit, Reisefreiheit, Fliegen zum Taxipreis und basisdemokratische Initiative“ an und beendet seine Ansprache mit dem Versprechen: „Wenn wir die Wahl verlieren, dann verlassen wir sofort das Land. Für 19,99 Euro.“. Der Art Directors Club für Deutschland (ADC) e. V. verlieh Titanic und der Agentur Scholz & Friends im März 2006 für die Wahlwerbespots Gold in der Kategorie „Media“.
Bei der Wahl am 18. September 2005 wurden in Baden-Württemberg 0,0 % (874), in Berlin 0,2 % (3838) und in Nordrhein-Westfalen 0,0 % (2211) der Erststimmen sowie in Berlin 0,4 % (7873) und in Hamburg 0,3 % (2506) der Zweitstimmen erreicht. Im Wahlkreis Berlin-Neukölln erhielt Rolf Kohnen 1,1 % (1480) der Erststimmen. Sonneborn stellte nach der Wahl frei nach Walter Ulbricht die Behauptung „Niemand hat die Absicht, eine Regierung zu bilden!“ auf. Er sehe Die PARTEI als einzigen Wahlsieger: „Wir sind angetreten, um das Schröder-Regime zu stürzen – und die SPD ist am Ende. Wir wollten verhindern, dass „das Merkel“ Kanzler wird – und „das Merkel“ kann nicht Kanzler werden.“ Ferner habe Die PARTEI in Berlin fast ein Prozent der Stimmen bekommen, was ihr „bestes Ergebnis seit Kriegsende“ sei.

### 2006 bis Bundestagswahl 2009
Am 17. September 2006 trat Die PARTEI in zwei Berliner Bezirken mit einer Liste für die Bezirksverordnetenversammlung an. Zudem wurden verschiedene Direktkandidaten für das Berliner Abgeordnetenhaus aufgestellt, zum Teil auch aus anderen Parteien wie der Pogopartei und der KPD/RZ.
Im Berliner Bezirk Friedrichshain-Kreuzberg konnte Die PARTEI bei der Wahl der Bezirksverordnetenversammlung 1,5 % der Wähler (1416 Stimmen) für sich gewinnen, der Erststimmenanteil lag bei 1,4 % (1247 Stimmen). Im Bezirk Neukölln erreichte Die PARTEI 0,8 % (910 Stimmen) und 1,9 % der Erststimmen (1964 Stimmen). Der Partei Die PARTEI gelang es somit, sich auf Platz 6 bzw. 7 der Wählergunst zu etablieren, als erste „Kleinpartei“ direkt nach den „großen“ Parteien.
Martin Sonneborn reiste im März 2007 mit 25 (zuvor über Zeitungsannoncen angeworbenen) Delegierten der Partei zu einem „offiziellen Staatsbesuch“ nach Georgien und wurde dort unter anderem von Schalwa Natelaschwili, dem Vorsitzenden der Georgischen Arbeiterpartei, der größten georgischen Oppositionspartei, empfangen. Natelaschwili erkannte den satirischen Charakter nicht und schloss mit der Partei ein Abkommen, worüber im georgischen Fernsehen berichtet wurde. Man vereinbarte eine „offizielle Zusammenarbeit auf allen Ebenen, Treffen und gegenseitige Wahlkampfunterstützung“. Über diese Reise schrieb Sonneborn in seinem PARTEI-Buch – Wie man in Deutschland eine Partei gründet und die Macht übernimmt.
Am 25. Oktober 2008 fand in Nürnberg der II. Bundesparteitag statt. Zusätzlich zur Neuwahl des Vorstands fand die Kandidatenaufstellung zur Europawahl am 7. Juni 2009 statt, für die Die PARTEI jedoch nicht zugelassen wurde. Im Rahmen dieses Parteitages konstituierte sich um das Vorstandsmitglied Leo Fischer die Verfassungsfeindliche Plattform (VFP), deren drei wesentliche Forderungen die Abschaffung des Föderalismus, die Ergänzung des Art. 1 GG um einen Katalog von Ausnahmetatbeständen sowie ein Angriffskrieg gegen Liechtenstein sind.
Im Juli 2009 sprach der Bundeswahlausschuss unter dem Vorsitz von Bundeswahlleiter Roderich Egeler der Partei Die PARTEI die Parteieigenschaft für die Bundestagswahl 2009 ab. Dies wurde damit begründet, dass Die PARTEI nach Gesamtwürdigung aller bekannten Umstände die im Parteiengesetz formulierten Kriterien für die Parteieigenschaft nicht erfüllte. Ein Eilantrag gegen diese Entscheidung wurde vom Bundesverfassungsgericht nicht angenommen, eine Wahlprüfungsbeschwerde hierüber wurde im April 2011 verworfen. Trotz der Entscheidung des Bundeswahlausschusses reichte Die PARTEI für Hamburg eine Landesliste ein und meldete zudem etliche Einzelbewerber zur Bundestagswahl. Diese Meldungen wurden von den zuständigen Landes- und Kreiswahlleitern verworfen. Ein Widerspruch hiergegen beim Bundeswahlausschuss blieb ohne Erfolg. Der hiergegen gestellte Eilantrag wurde vom Bundesverfassungsgericht am 25. August 2009 als unzulässig abgelehnt, da eine Partei gegen die Ablehnung von Wahlvorschlägen erst nach der Wahl vorgehen könne.
Durch das „Gesetz zur Verbesserung des Rechtsschutzes in Wahlsachen“ vom 19. Juli 2012 wurden Grundgesetz, Bundesverfassungsgerichtsgesetz und Bundeswahlgesetz dahingehend geändert, dass nunmehr noch vor der Wahl ein Rechtsmittel gegen die Nichtfeststellung der Parteieigenschaft durch den Bundeswahlausschuss besteht (Sofortige Beschwerde zum Bundesverfassungsgericht binnen einer Frist von vier Tagen, § 18 Absatz 4a Bundeswahlgesetz).
Anfang August schickte Martin Sonneborn die damals 23-jährige Münchner Studentin Samira El Ouassil als Kanzlerkandidatin ins Rennen um das politische Amt. Die Kommunikationswissenschaftsabsolventin trat unter dem Motto „Frau ja, aber schöner“ an und wollte dafür sorgen, dass „ein Rock durch Deutschland geht“.
Am 13. August 2009 lief der Satirefilm Die PARTEI bundesweit in den Kinos an.
Am 30. August 2009 trat Die PARTEI bei den Kommunalwahlen in Nordrhein-Westfalen an und erreichte in ihrer Hochburg Krefeld 0,58 %.
Am 14. September 2009 rief Martin Sonneborn im Namen der PARTEI dazu auf, bei der anstehenden Bundestagswahl die Piratenpartei zu wählen. Der Hintergedanke dabei sei, dass man im Falle eines Einzugs der Piratenpartei in den Bundestag vor dem Bundesverfassungsgericht argumentieren könne, dass dies nur aufgrund der Wahlempfehlung der PARTEI geschafft wurde. Eine mögliche Wiederholung der Bundestagswahl erfolge erst dann, wenn durch eine unberechtigte Nichtzulassung eine Änderung der Zusammensetzung des Bundestages zu erwarten wäre.
Am 3. November 2009 legte Die PARTEI gegen die Gültigkeit der Bundestagswahl 2009 beim Deutschen Bundestag Einspruch ein. Zu diesem Schritt berechtigt sah sie auch durch die Antrittsrede des neu gewählten Bundestagspräsidenten Norbert Lammert, der an der Wahlzulassung von noch nicht im Bundestag vertretenen Parteien kritisiert hatte, „dass im dafür zuständigen Wahlausschuss Vertreter der etablierten Parteien über die Zulassung von Konkurrenz entscheiden“.
Der am 14. Dezember 2009 veröffentlichte Abschlussbericht der OSZE zur Bundestagswahl 2009 schlug eine Überarbeitung des Zulassungsprozesses von Parteien zur Wahl vor, da die Zusammensetzung des Bundeswahlausschusses subjektive Entscheidungen begünstigen könnte, die Regelungen zur Zulassung sehr allgemein gehalten seien und Widerspruchsmöglichkeiten vor dem Wahltag nicht vorgesehen seien.

### 2010 bis Bundestagswahl 2013
Martin Sonneborn und Die PARTEI wurden mit dem Kulturnews-Award 2009 des Expertenvotings in der Kategorie „Bestes Entertainment 2009“ für „Satire als ernste Antwort auf nicht ernst zu nehmende Politik“ ausgezeichnet.
Der Landeswahlausschuss des Landes Nordrhein-Westfalen ließ Die PARTEI in seiner Sitzung vom 30. März 2010 zur Landtagswahl am 9. Mai 2010 zu. Der Stimmanteil betrug 0,12 %, Die PARTEI konnte ihren Stimmenanteil somit gegenüber der vorigen Landtagswahl in NRW versechsfachen.
Am 6. Dezember 2010 erhob Die PARTEI, vertreten durch Gunnar Folke Schuppert, eine Wahlprüfungsbeschwerde wegen Nichtzulassung zur Bundestagswahl 2009 beim Bundesverfassungsgericht, die im Februar 2011 zur Entscheidung angenommen wurde. Die Beschwerde wurde im April 2011 verworfen, weil es dem Bundesvorsitzenden der Partei Die PARTEI als Beschwerdeführer an der erforderlichen Beschwerdebefugnis mangele.
Bei der Hamburger Bürgerschaftswahl am 20. Februar 2011 wurde ein Ergebnis von 0,7 % der Stimmen erzielt, etwas mehr als doppelt so viel wie bei der Wahl zuvor und damit eine neue historische Bestmarke bei einer Landtagswahl. In den fünf Stadtteilen Hammerbrook, St. Pauli, Sternschanze, Veddel und Kleiner Grasbrook konnte Die PARTEI einen höheren Stimmenanteil als die FDP gewinnen. Im Stadtteil Kleiner Grasbrook erreichte sie mit 39 Stimmen bzw. 5,3 % die gleiche Stimmenzahl wie die CDU, im Stadtteil Sternschanze errang sie 5,8 % der Stimmen.
Am 1. Juni 2011 ließ der Berliner Landeswahlausschuss Die PARTEI zur Wahl zum Abgeordnetenhaus am 18. September 2011 zu. Sie trat an mit einer Landesliste und 16 Wahlkreisvorschlägen für das Abgeordnetenhaus sowie mit fünf Bezirkswahlvorschlägen (Charlottenburg-Wilmersdorf, Friedrichshain-Kreuzberg, Neukölln, Mitte, Pankow) für die Wahl zu den Bezirksverordnetenversammlungen. Zu den zentralen Forderungen des Wahlprogramms gehörten die Errichtung eines Endlagers für radioaktive Abfälle im Pankower Ortsteil Prenzlauer Berg und der Wiederaufbau der Berliner Mauer. Bei dieser Wahl erzielte Die PARTEI mit 6680 (0,5 %) Erst- und 12.761 (0,9 %) Zweitstimmen einen neuen Höchstwert bei einer Landtagswahl. Im Berliner Bezirk Friedrichshain-Kreuzberg erreichte sie 2,2 % der Stimmen und damit mehr als doppelt so viele wie die FDP (1,0 %).
Bei der Landtagswahl in Mecklenburg-Vorpommern am 4. September 2011 errang Die PARTEI mit einer Landesliste 0,2 % der Stimmen.
Bei der Oberbürgermeisterwahl der Stadt Frankfurt am Main am 11. März 2012 kandidierte Oliver Maria Schmitt für Die PARTEI und erhielt 1,8 % der Wählerstimmen. Der Name seines Programms lautete „9,5 Thesen für Frankfurt – und keine für Offenbach.“
Im Saarland trat Die PARTEI erstmals zur Landtagswahl 2012 an. Sie erzielte 0,7 % im Wahlkreis Saarbrücken und 0,8 % im Wahlkreis Saarlouis, kam aber landesweit nur auf 0,5 %, da sie in einem der drei saarländischen Wahlkreise, dem Wahlkreis Neunkirchen, nicht angetreten war. Das beste Ergebnis erzielte Die PARTEI in der Stadt Saarlouis mit 1,2 %.

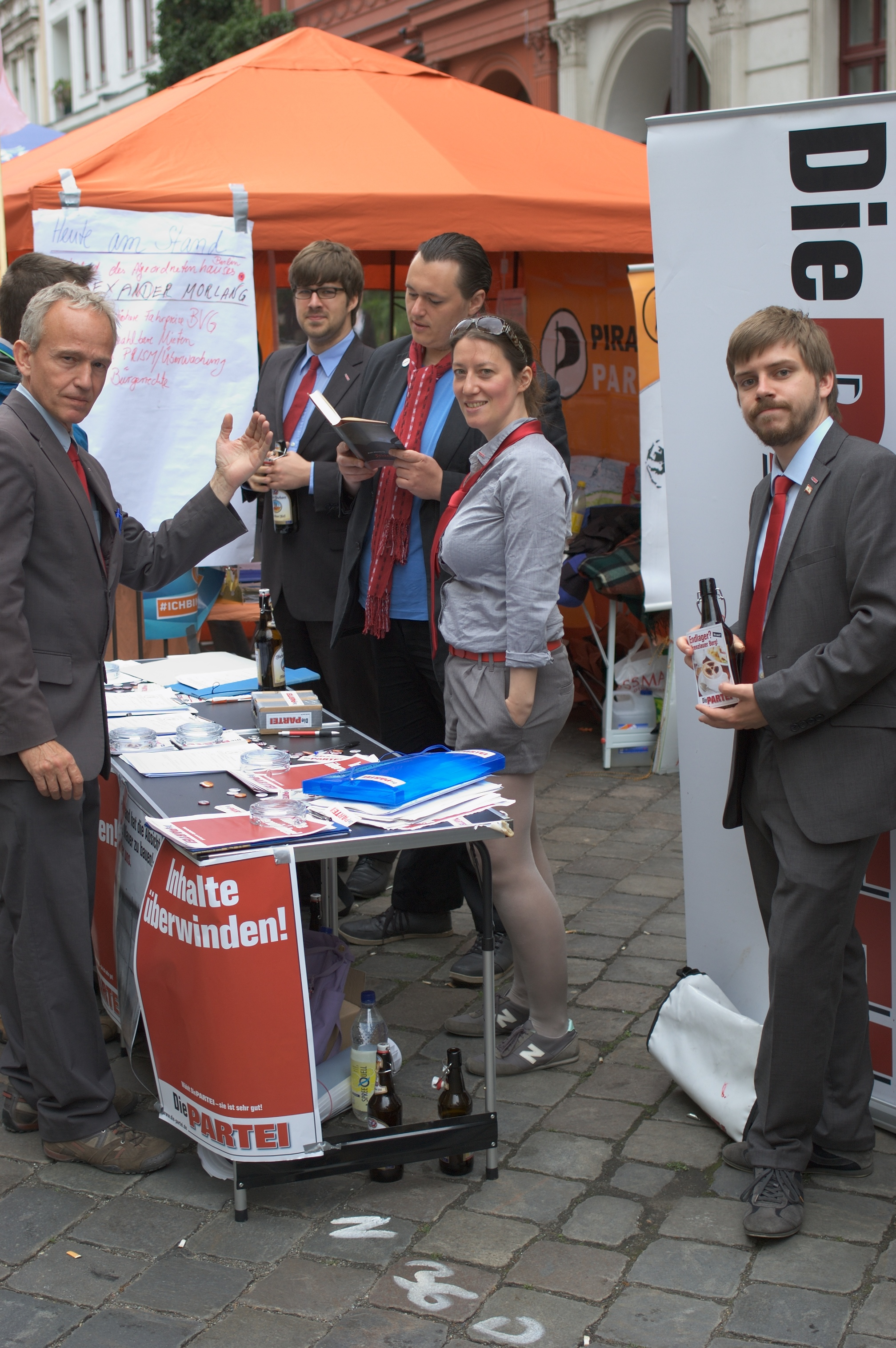
Infostand auf dem Bergmannstraßenfest „Kreuzberg jazzt!“ in Berlin (2013)

Im März 2013 zeigte Die Partei gegenüber dem Bundeswahlleiter die Beteiligung an der Bundestagswahl 2013 an, der Kandidat war Oliver Maria Schmitt. In seiner Sitzung am 5. Juli 2013 in Berlin ließ der Bundeswahlausschuss Die Partei zur Bundestagswahl 2013 zu.
Ihr erstes Mandat erreichte Die PARTEI bei den Kommunalwahlen in Schleswig-Holstein am 26. Mai 2013 in der Hansestadt Lübeck mit einem Stimmanteil von 1,3 %.
Im Rahmen des Bundesparteitages am 22. Juni 2013 in Bremen beschloss Die PARTEI, mit einer gemeinsamen Liste für alle Länder bei der Europawahl 2014 anzutreten.
Im Vorfeld der Bundestagswahl 2013 veranstaltete Die PARTEI eine iDemo, in der Forderungen, die Bürger über die Homepage eingereicht hatten, vor dem Brandenburger Tor skandiert wurden.
Bei der Bundestagswahl 2013 erreichte Die PARTEI, die nur in fünf Bundesländern antrat, bundesweit 0,2 % der Zweitstimmen (78.357). In Berlin erhielt sie 1,0 %, im Wahlkreis Berlin-Kreuzberg/Prenzlauer Berg erreichte sie sogar 1,9 % der Stimmen.

### Europawahl 2014 bis Landtagswahlen 2018

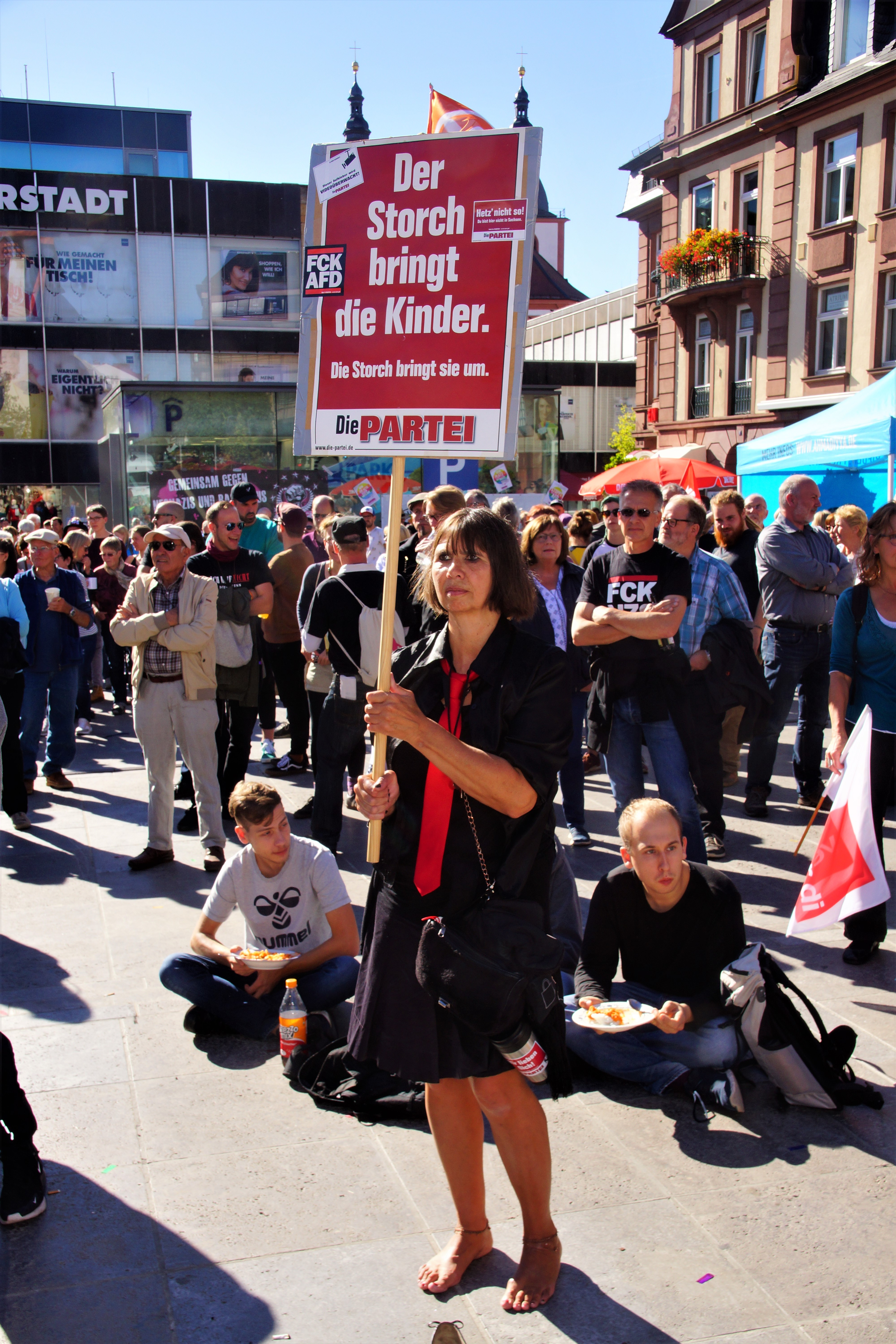
Plakatträgerin bei „Wir sind mehr“ in Fulda (2018)

Unter dem Aktenzeichen 2 BvE 7/13 klagte Die PARTEI vor dem Bundesverfassungsgericht gemeinsam mit weiteren Kleinparteien gegen die 3-%-Sperrklausel bei Europawahlen. Bei der mündlichen Verhandlung in Karlsruhe am 18. Dezember 2013 wurde sie mit den Worten „In einer Demokratie muss jede Partei die Möglichkeit bekommen, sich vor dem Wähler zu blamieren“ von dem Rechtsanwalt Tim C. Werner vertreten. Das Bundesverfassungsgericht erklärte die Sperrklausel am 26. Februar 2014 für verfassungswidrig und setzte sie außer Kraft. Am 14. März 2014 ließen die Mitglieder des Bundeswahlausschusses unter Vorsitz von Bundeswahlleiter Roderich Egeler Die PARTEI einstimmig zur Europawahl 2014 zu.
Zur Europawahl am 25. Mai 2014 traten 71 Kandidaten für das Europaparlament an. Mit 0,63 Prozent der Stimmen erreichte Die PARTEI einen Sitz im Europäischen Parlament. Diesen nahm der Parteivorsitzende Martin Sonneborn ein, der damit begann den „Bericht aus Brüssel“ regelmäßig zur Titanic beizutragen. Durch ein Ergebnis von mehr als 0,5 % auf Bundesebene bekam Die PARTEI auch erstmals Mittel aus der staatlichen Parteienfinanzierung. Im Bundesland Berlin erzielte sie bei dieser Wahl 1,6 % Stimmanteil.
Bei den Landtagswahlen in Sachsen am 31. August (0,7 %) und in Thüringen am 14. September 2014 (0,6 %) erzielte Die PARTEI ähnlich hohe Stimmenanteile wie bei der Europawahl. Bei der ebenfalls am 14. September stattfindenden Landtagswahl in Brandenburg trat sie nicht mit einer Landesliste, sondern mit vereinzelten Wahlkreiskandidaten an. Dabei erhielt der Bewerber Lutz Häschel im Wahlkreis Cottbus I für Die PARTEI 3,7 % der Erststimmen. Bei der am selben Tag stattfindenden Wahl des Oberbürgermeisters von Cottbus erhielt Lars Krause für Die PARTEI 12,1 % der Stimmen.
Bei der Hamburger Bürgerschaftswahl am 15. Februar 2015 wurde mit der Landesliste ein Stimmenanteil von 0,9 % erzielt (2011: 0,7 %). Die PARTEI belegte damit den zweiten Platz der nicht im Parlament vertretenen Parteien. Bei der Bremer Bürgerschaftswahl am 10. Mai 2015 trat Die PARTEI erstmals an und erzielte einen Stimmenanteil von 1,9 %. Die PARTEI belegte damit den ersten Platz der nicht im Parlament vertretenen Parteien. In Bremerhaven zog Die PARTEI in die Stadtverordnetenversammlung ein. Die PARTEI Bremen war damit der erste Landesverband in der Geschichte der PARTEI, der bei einer Landtagswahl die Anspruchsvoraussetzungen (u. a. mind. 1 % der Stimmen bei einer Wahl) für die Wahlkampfkostenerstattung aus der Parteienfinanzierung erfüllte.
Bei der Oberbürgermeisterwahl in Köln 2015 (Nordrhein-Westfalen) erzielte Die PARTEI mit ihrem Kandidaten Mark Benecke 7,22 % der Stimmen.
Bei den Kommunalwahlen in Hessen 2016 im März 2016 erreichte Die PARTEI landesweit zwar nur 0,1 %, in Frankfurt am Main allerdings 1,4 % und damit einen Sitz in der Frankfurter Stadtverordnetenversammlung.
Bei der Landtagswahl in Baden-Württemberg 2016 im März 2016 erreichte Die PARTEI landesweit 0,3 % der Stimmen und konnte dabei ihr Ergebnis von 2011 vervierundvierzigfachen: Nach 384 Stimmen bei der vorigen Landtagswahl erhielt sie diesmal 17.049 Stimmen. In den 25 der insgesamt 70 Bezirke, in denen ein PARTEI-Kandidat zur Wahl antreten konnte, wurden Ergebnisse zwischen 0,6 und 1,4 % erzielt. Bei der Erstteilnahme an den gleichzeitig stattfindenden Wahlen in Sachsen-Anhalt wurden aus dem Stand insgesamt 0,5 % der Zweitstimmen gewonnen.

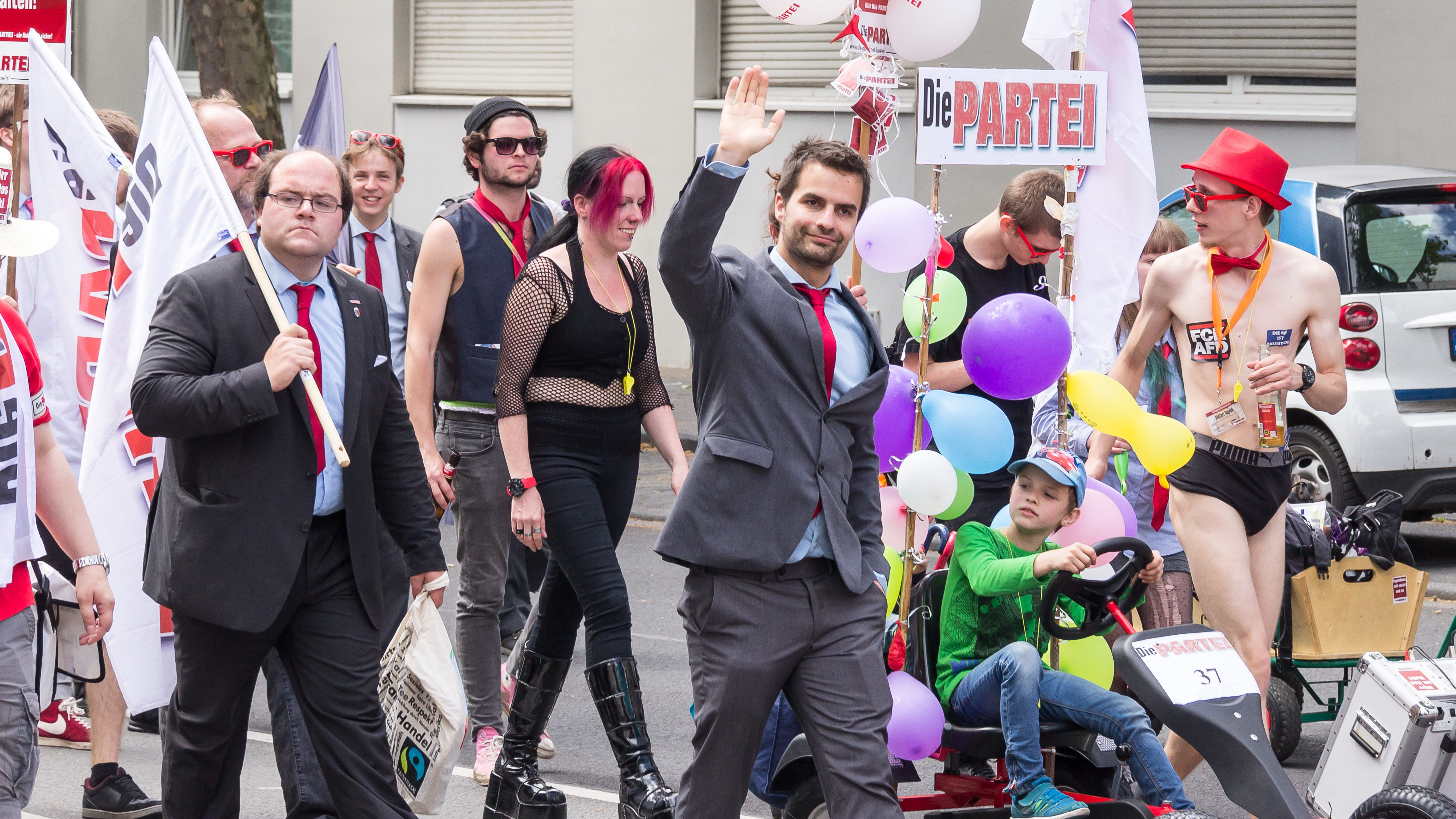
Fußgruppe der Partei „Die PARTEI“ auf der ColognePride 2016

Bei der Wahl zum Abgeordnetenhaus im Land Berlin im September 2016 erhielt Die PARTEI mit 2 % mehr Zweitstimmen als alle anderen nicht im Abgeordnetenhaus vertretenen Parteien. Im Bezirk Friedrichshain-Kreuzberg erhielt Die PARTEI bei den Wahlen zur Bezirksverordnetenversammlung 4,6 % der Stimmen und zog mit zwei Abgeordneten in das Bezirksparlament ein. Bei den Kommunalwahlen in Niedersachsen 2016 konnten Kandidaten der PARTEI 20 Sitze in Bezirksräten, Gemeinderäten oder Kreistagen erringen. Durch den Übertritt eines Stadtratsmitglieds der Linken in Hannover erreichte Die PARTEI dort im September 2016 erstmals Fraktionsstärke in einem deutschen Stadtparlament. Bei den Landtagswahlen in Nordrhein-Westfalen erhielt Die PARTEI in der Kölner Innenstadt 3,6 % der Erststimmen (Kandidat: Mark Benecke) und damit mehr Stimmen als alle anderen nicht im Landtag vertretenen Parteien sowie die AfD. Das Gesamtergebnis der Partei Die PARTEI in NRW war mit 0,65 % der Zweitstimmen vergleichbar mit dem der Landtagswahl in Schleswig-Holstein (0,6 %) eine Woche zuvor.
Zur Bundestagswahl 2017 trat der Kabarettist Serdar Somuncu für Die PARTEI als Kanzlerkandidat an. Er errang im Wahlkreis Berlin-Friedrichshain – Kreuzberg – Prenzlauer Berg Ost 7,2 % der Erststimmen. Deutschlandweit erreichte Die PARTEI 1,0 % der Zweitstimmen und war damit, nach den Freien Wählern, zweitstärkste außerparlamentarische Kraft, verfehlte aber knapp die Hürde zur Parteienfinanzierung.
Im September 2017 wurde bekannt, dass seit 2016 der Satiriker Shahak Shapira und PARTEI-Mitglieder verschiedene Facebook-Gruppen der Partei AfD infiltriert und übernommen haben.
Die Landtagswahlen in Niedersachsen (0,6 %), Bayern (0,4 %) und Hessen (0,6 %) brachten der PARTEI ähnliche Zweitstimmenergebnisse. Lediglich im Regierungsbezirk Niederbayern war es nicht gelungen, eine Wahlliste aufzustellen.

### Europawahl 2019
Zur Europawahl am 26. Mai 2019 trat Die PARTEI mit dem Motto „Für Europa reicht’s“ und einer Bundesliste mit den Spitzenkandidaten Martin Sonneborn und Nico Semsrott an. Die weiteren Kandidaten waren bewusst so aufgestellt, dass ihre Nachnamen Assoziationen zu Rüstungsexporten (Listenplatz 3 und 4: Bombe und Krieg) und Personen des NS-Staates (Listenplätze 5 bis 10: Göbbels, Speer, Bormann, Eichmann, Keitel und Heß) wecken sollten. Ihren im ZDF ausgestrahlten Wahlwerbespot überließ Die PARTEI dem NGO-Verein Sea-Watch.
Im Vorfeld der Europawahl 2019 bezeichnete sich Die PARTEI als „Partei der extremen Mitte“ und griff damit ironisch den umstrittenen soziologischen Begriff des Extremismus der Mitte auf.
Bei der Europawahl erreichte Die PARTEI den bisher größten Erfolg seit ihrem Bestehen. Sie erreichte 2,4 % der Stimmen und errang damit zwei Sitze im Europäischen Parlament, die Martin Sonneborn und Nico Semsrott besetzten. Bei den Erstwählern rangierte Die PARTEI mit 9 % auf dem dritten Platz, knapp hinter CDU/CSU (11 %) sowie den Grünen (36 %). Außerdem wurde Die PARTEI erstmals bei bundesweiten Wahlen stärkste Kraft unter den nicht im Bundestag vertretenen Parteien.
Besonders in Großstädten konnte Die PARTEI höhere Stimmanteile als im deutschen Bundesdurchschnitt erringen, so in Berlin 4,8 % und in Hamburg 3,8 %. Das bundesweit beste Ergebnis erreichte Die PARTEI in Leipzig mit 5,7 %. Insgesamt vereinigte Die PARTEI nach dem amtlichen Endergebnis 899.079 Stimmen auf sich, was im Vergleich zur Europawahl 2014 absolut fast fünfmal und relativ viermal so viele Stimmen waren.
Am 4. Juni 2019 gab Semsrott seinen Beitritt zur Fraktion Die Grünen/Europäische Freie Allianz bekannt.

### Landtags- und Kommunalwahlen 2019
Bei der gleichzeitig mit der Europawahl abgehaltenen Bürgerschaftswahl in Bremen kam Die PARTEI nach dem vorläufigen Ergebnis auf 1,66 % in Summe der Partei- und der Kandidatenstimmen. Bei der Europawahl konnte sie im Stadtstaat 3,33 % verbuchen. Im Zuge der Bezirksversammlungswahl der Hansestadt Hamburg erreichte Die PARTEI im Bezirk Hamburg-Nord 2,9 % der Stimmen und verpasste denkbar knapp den Einzug in die Bezirksvertretung.
Bei den Bürgermeisterwahlen in Niedersachsen erreichte die Kandidatin der PARTEI in Haselünne Hannah Vergeld 19,1 % der Stimmen, bei den Landratswahlen im Landkreis Friesland Sebastian Schroeter 21,2 %.
Zur Landtagswahl in Sachsen am 1. September 2019 trat Die PARTEI mit Spitzenkandidat Tom Rodig an und erreichte mit 1,6 % der Stimmen ihr bislang höchstes Ergebnis bei einer Landtagswahl in einem Flächenland. Bei den gleichzeitig abgehaltenen Landtagswahlen in Brandenburg trat Die PARTEI nur mit Direktkandidaten an.
Bei der Landtagswahl in Thüringen am 27. Oktober 2019 erreichte Die PARTEI ein Ergebnis von 1,1 % der Stimmen. Mit 1,4 % der Stimmen führt Die PARTEI nach der Bürgerschaftswahl in Hamburg am 23. Februar 2020 die außerparlamentarische Opposition an, da die FDP trotz Unterschreiten der 5-%-Hürde im Parlament vertreten bleibt.

### Seit 2020
Obwohl die Kommunalwahlen in Bayern am 15. März und die Kommunalwahlen in Nordrhein-Westfalen am 13. September 2020 von der Coronavirus-Pandemie überschattet waren, die das Sammeln von Unterstützerunterschriften und die Wahlwerbung erschwerte, konnte Die PARTEI die Zahl ihrer Mandate mehr als verdoppeln.
Mit dem Übertritt des Abgeordneten Marco Bülow (bis 2018 SPD) war Die PARTEI vom 17. November 2020 an im 19. Deutschen Bundestag vertreten.
Im Januar 2021 erklärte Nico Semsrott seinen Austritt aus der PARTEI.
Am 14. März 2021 trat Die PARTEI erstmals zu den Landtagswahlen in Rheinland-Pfalz an und erreichte 1,1 % der Stimmen. In Baden-Württemberg steigerte sie ihr Ergebnis auf 1,2 %. Auch bei den zeitgleichen Kommunalwahlen in Hessen konnte Die PARTEI ihre Basis ausbauen. Bei der Landtagswahl in Sachsen-Anhalt am 6. Juni 2021 verbesserte sie sich leicht auf 0,7 %. Zwei Wochen vor der Bundestagswahl, am 12. September 2021, gelangen der PARTEI deutliche Zugewinne bei den Kommunalwahlen in Niedersachsen. Marco Bülow erreichte bei der Bundestagswahl am 26. September 2021 in „seinem“ Wahlkreis Dortmund I als Kandidat der PARTEI einen Erststimmenanteil von 8,64 %. Bei der zeitgleichen Landtagswahl in Mecklenburg-Vorpommern verbesserte Die PARTEI ihr Zweitstimmenergebnis leicht auf 0,8 %, bei der Wahl zum Berliner Abgeordnetenhaus kam sie im Wahlkreis Friedrichshain-Kreuzberg 5 auf 4,8 % der Erst- und 3,7 % der Zweitstimmen.
Am 27. März 2022 trat der saarländische Landesverband zum zweiten Mal seit seiner Gründung zur Landtagswahl an und erreichte die 1,0 %-Schwelle. Bei den Landtagswahlen in Schleswig-Holstein am 8. Mai 2022 verbesserte sich Die PARTEI leicht auf 0,7 %, bei der Landtagswahl in Nordrhein-Westfalen am 15. Mai 2022 deutlich auf 1,1 %. Bei der Landtagswahl in Niedersachsen am 9. Oktober 2022 verfehlte Die PARTEI mit 0,9 % der Zweitstimmen ihr Wahlziel denkbar knapp.
Mit 4,3 % der Erststimmen im Wahlkreis Friedrichshain-Kreuzberg 5 und 3,0 % der Zweitstimmen im Wahlkreis Friedrichshain-Kreuzberg 6 war der Kiez bei der Wiederholungswahl zum Berliner Abgeordnetenhaus erneut die Hochburg der PARTEI. Am 14. Mai 2023 erreichte Die PARTEI bei der Wahl zur Bremischen Bürgerschaft fast 1,0 % der Stimmen. Die Landtagswahlen in Bayern (0,5 %) und Hessen (0,8 %) am 8. Oktober 2023 brachten leichte Verbesserungen. Bei der teilweisen Wiederholungswahl zum Bundestag am 11. Februar 2024 legte die PARTEI bei ihrem Zweitstimmenergebnis um 0,1 % zu.
Im Juli 2023 beantragte die PARTEI beim Bundesverfassungsgericht, das deutsche Zustimmungsgesetz zu stoppen, das eine Änderung des sogenannten Direktwahlakts bei Europawahlen vorsieht. Bei den Wahlen zum Europäischen Parlament soll eine Sperrklausel von mindestens zwei und höchstens fünf Prozent der abgegebenen gültigen Stimmen eingeführt werden. Dieser Antrag sowie eine entsprechende Verfassungsbeschwerde des Parteivorsitzenden Martin Sonneborn wurden mit Beschluss vom 6. Februar 2024 (2 BvE 6/23, 2 BvR 994/23) als unzulässig verworfen.
Bei der Europawahl 2024 erhielt die PARTEI 1,9 Prozent der abgegebenen Stimmen und damit zwei Mandate. Gewählt wurden Martin Sonneborn und Sibylle Berg von Listenplatz 1 und 2. Die vorgezogene Bundestagswahl am 23. Februar 2025 war wegen der extrem kurzen Zeit für Vorbereitung und Wahlwerbung für alle Kleinparteien problematisch. Der PARTEI fehlten bundesweit lediglich 5.404 Stimmen zum Erreichen der wichtigen 0,5 %-Schwelle.

## Kontroversen

### Vorwürfe der sexuellen Belästigung
Erstmals berichteten Mitglieder über sexuelle Übergriffe und Belästigungen in einem offenen Brief an den Bundesvorstand im März 2019. Das Magazin VICE griff das Thema auf und schlussfolgerte: „Die Satire-Partei ist eine Männerpartei – das wird ihr jetzt zum Verhängnis.“

### Rücktritt des Thüringer Landesvorstands
Im Juni 2022 löste der Vorstand des Landesverbands Thüringen den Kreisverband Erfurt auf, gab den Rücktritt des Landesvorsitzenden und der beiden weiteren Landesvorstandsmitglieder bekannt, sagte einen anstehenden Landesparteitag ab und kündigte an, der Verband werde vorerst alle Aktivitäten einstellen. Zuvor war bekannt geworden, dass ein ehemaliger Direktkandidat der Partei pornografische Videos im Internet veröffentlicht hatte, die ihn bei sexuellen Handlungen mit einer Minderjährigen und mit jungen Frauen zeigten, die er dafür bezahlt hatte. In einer Erklärung räumten die Vorstände ein, dass sie seit Jahren von im Internet verfügbarem pornografischem Material ihres Direktkandidaten wussten und sich in Parteiveröffentlichungen humoristisch darauf bezogen hatten. Dass sich darunter Inhalte befanden, die sexualisierte Gewalt darstellten und von strafrechtlicher Relevanz seien, sei ihnen aber nicht bekannt gewesen.

## Struktur

### Landesverbände

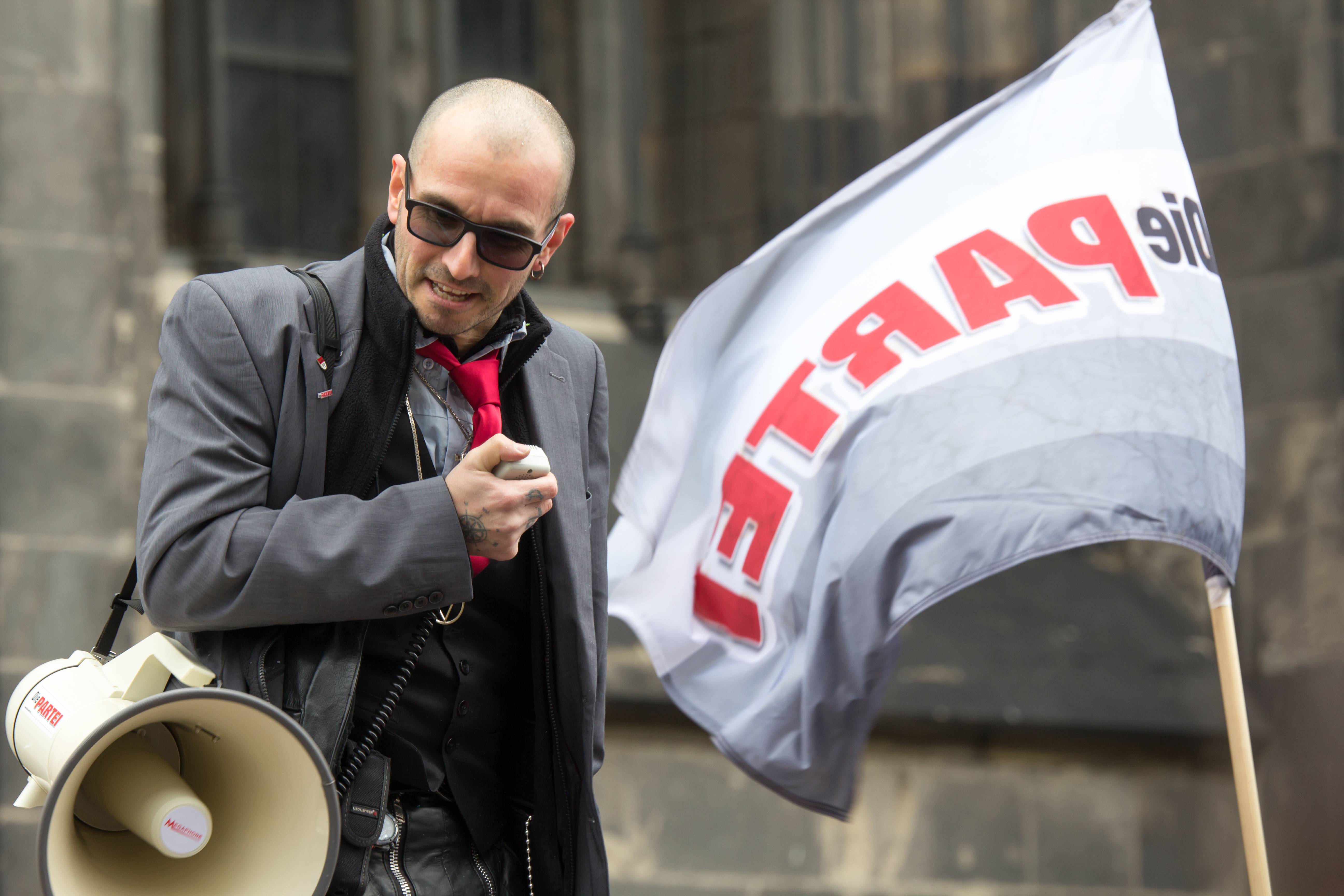
Mark Benecke, Landesvorsitzender der PARTEI in Nordrhein-Westfalen (2015)

|                        | Landesverband          | 1. Vorsitzende/r   | Gründungsdatum und -ort          | Ergebnis der letzten Landtagswahl     |
| ---------------------- | ---------------------- | ------------------ | -------------------------------- | ------------------------------------- |
| Baden-Württemberg      | Baden-Württemberg      | Peter Mendelsohn   | 5. Juni 2005 (Mannheim)          | 1,2 % (2021)                          |
| Bayern                 | Bayern                 | Roland Kronbauer   | 9. Juli 2005 (Aschaffenburg)     | 0,5 % (2023)                          |
| Berlin                 | Berlin                 | Martin Pohlmann    | 1. Juni 2005 (Berlin)            | 1,4 % (2023)                          |
| Brandenburg            | Brandenburg            | Holger Hiestermann | 12. Apr. 2014 (Krausnick)        | n. a. (2024)                          |
| Bremen                 | Bremen                 | Sandor Herms Herms | 16. Okt. 2011 (Bremen)           | 1,0 % (2023)                          |
| Hamburg                | Hamburg                | Samantha Edsen     | 22. Juli 2005 (Hamburg)          | 0,4 % (2025)                          |
| Hessen                 | Hessen                 | Nico Wehnemann     | 9. Juli 2005 (Frankfurt am Main) | 0,8 % (2023)                          |
| Mecklenburg-Vorpommern | Mecklenburg-Vorpommern | Martin Molter      | 2014                             | 0,8 % (2021)                          |
| Niedersachsen          | Niedersachsen          | Flo Lillpopp       | 1. Apr. 2012 (Hannover)          | 0,9 % (2022)                          |
| Nordrhein-Westfalen    | Nordrhein-Westfalen    | Mark Benecke       | 24. Okt. 2004 (Münster)          | 1,1 % (2022)                          |
| Rheinland-Pfalz        | Rheinland-Pfalz        | Kevin Wilhelm      | 9. Juli 2005 (Mainz)             | 1,1 % (2021)                          |
| Saarland               | Saarland               | Melisa Kujevic     | 4. Feb. 2012 (Saarlouis)         | 1,0 % (2022)                          |
| Sachsen                | Sachsen                | Tom Rodig          | 20. Nov. 2013 (Riesa)            | 0,8 % (2024)                          |
| Sachsen-Anhalt         | Sachsen-Anhalt         | Martin Bochmann    | 13. Dez. 2014 (Salzwedel)        | 0,7 % (2021)                          |
| Schleswig-Holstein     | Schleswig-Holstein     | Florian Wrobel     | 23. Apr. 2009 (Uelvesbüll)       | 0,7 % (2022)                          |
| Thüringen              | Thüringen              | Sindy Malsch       | 23. Juli 2011 (Erfurt)           | Wahlvorschlag nicht zugelassen (2024) |

### Bundesparteitage
Die PARTEI hält Bundesparteitage ab, wobei Mitglieder dieses Treffen als „BundesPARTEItag“ bezeichnen. Etwa alle zwei Jahre wird auf einem solchen Parteitag der Bundesvorstand neu gewählt. Dabei beansprucht Die PARTEI für sich, die kürzesten Bundesparteitage aller Parteien abzuhalten.
| Lfd. Nr. | Datum             | Ort                                              | Besonderheiten |
| -------- | ----------------- | ------------------------------------------------ | --- |
| 1. BPT   | 24.10.2004        | Münster (Prinzipal-Saal)                         | - |
| 2. BPT   | 25.10.2008        | Nürnberg                                         | - |
| 3. BPT   | 23.07.2011        | Bottrop                                          | Schuhwurf auf das Bottroper Rathaus |
| 4. BPT   | 23.06.2013        | Bremen                                           | Aufstellung der Bundesliste zur Europawahl 2014 |
| 5. BPT   | 12.–14.09.2014    | Cottbus                                          | Feierlichkeiten zum zehnjährigen Bestehen, Beschluss einer Satzungsänderung sowie Wahl eines Bundesschiedsgerichts. Es waren ca. 300 Mitglieder anwesend |
| 6. BPT   | 20.–22.05.2016    | Erfurt („Alte Parteischule“ im Erfurter Südpark) | Sollte zunächst unter dem Motto „Tag der Deutschen Zweiheit“ am 3. Oktober 2015 in Frankfurt (Main) stattfinden                                          |
| 7. BPT   | 31.08.–02.09.2018 | Schalkau                                         | Aufstellung der Bundesliste zur Europawahl 2019 mit Martin Sonneborn und Nico Semsrott auf den ersten beiden Plätzen                                     |
| 8. BPT   | 20.11.2021        | Leipzig                                          | - |
| 9. BPT   | 21.-22.05.2022    | Leverkusen                                       | Favela-Camp unter der Stelzenautobahn A1 |
| 10. BPT  | 22.–24.09.2023    | Mainz                                            | Aufstellung der Bundesliste zur Europawahl 2024 mit Martin Sonneborn und Sibylle Berg mit anschließender Störung des ZDF-Fernsehgartens                  |

### Hochschulgruppen

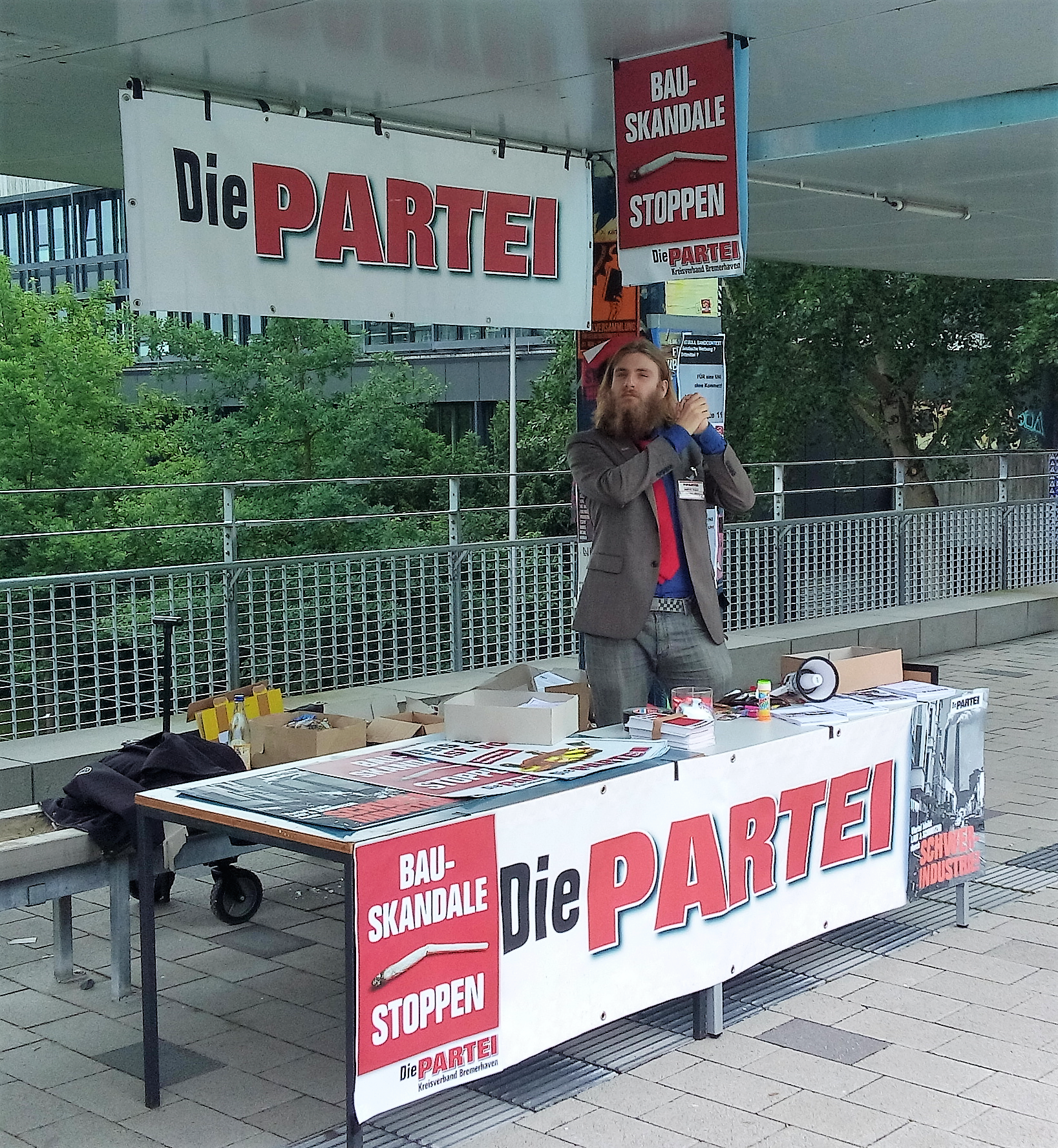
Wahlkampfstand der PARTEI-Hochschulgruppe an der Universität Bremen 2016

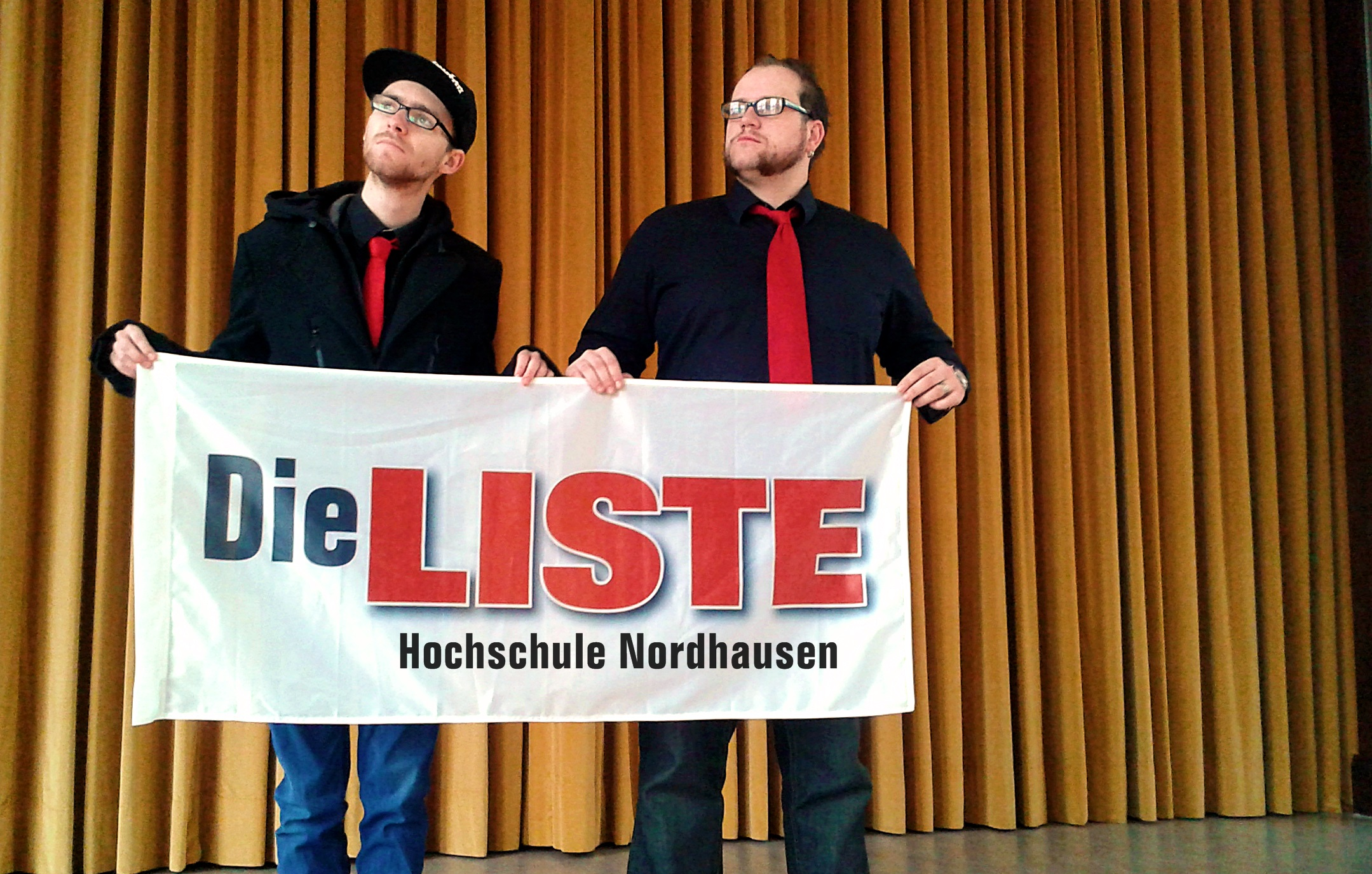
Gründer der LISTE der Hochschule Nordhausen, Tino Ranacher (li.) und Michel Bienge

Die PARTEI zog seit 2005 immer wieder mit Hochschulgruppen in Studierendenparlamente (StuPa) ein. In der Legislaturperiode 2008/09 stellte die Hochschulgruppe den stellvertretenden Bielefelder StuPa-Vorsitzenden, 2009/10 den Düsseldorfer StuPa-Präsidenten sowie den stellvertretenden StuPa-Präsidenten an der FH Gießen-Friedberg (der in der Folgelegislatur über eine andere Liste StuPa-Präsident wurde und darauf den Wahlsieg der LISTE ohne eigenen Antritt erklärte) und 2010/11 den Karlsruher StuPa-Präsidenten.
In der Legislaturperiode 2011/12 stellt sie einen Wuppertaler StuPa-Präsidenten sowie den Vorsitzenden des Unabhängigen Studierendenausschusses (UStA) in Karlsruhe.
In den Legislaturperioden 2012/13 und 2013/14 ist sie an der Universität Bremen am AStA beteiligt und stellt einen stellvertretenden SR-Präsidenten. Seit dem Jahr 2014 ist sie dort im Akademischen Senat vertreten. Nach der Gremienwahl 2016 stellt sie zwei von vier studentischen Vertretern im Akademischen Senat. Bei den gleichzeitig stattfindenden Studierendenratswahlen errang die Hochschulgruppe mit 365 Stimmen sechs Sitze; so viele wie keine andere Liste. In der Folge stellt sie unter anderem den Präsidenten des Studierendenrats sowie den AStA-Vorsitzenden. In der Legislaturperiode 2017/18 stellt sie erneut den Präsidenten des Studierendenrats und den AStA-Vorsitzenden.
Die Sozialistische Einheitsparty Marburg (SEM), die seit 2010 Teil des Marburger AStA war und in der Legislatur 2010/11 dessen Finanzvorstand stellte, zog sich 2013 aus politischen Gründen aus dieser Koalition zurück und erklärte sich zu einer PARTEI-nahen Hochschulgruppe.
In Hamburg arbeitet Die PARTEI-Hochschulgruppe in mehreren Ausschüssen mit und sprach nach der Wahl über die Bildung eines Allgemeinen Studierendenausschusses der Extremen Mitte mit Liberalen und Grünen. Nach zähen Verhandlungen einigten sich die Parlamentsmitglieder jedoch auf einen „friedensorientierten“ Studierendenausschuss. Darin bekleiden Mitglieder der LISTE sowohl das Amt des Finanzreferenten als auch die Leitung des Ressorts Öffentlichkeitsarbeit.
Im Sommersemester 2015 erreichte die Hochschulgruppe Die LISTE an der Heinrich-Heine-Universität Düsseldorf zwei Sitze im Studentenparlament; in der darauffolgenden Wahl im Wintersemester 2015/16 bekam sie einen Sitz.
Nach Neuwahlen konnten Anfang Dezember im AStA der Universität Mannheim in einer Koalition aus Jusos, grün-alternativen und Die LISTE (dabei angetreten als Liste für Individualethik, Studium, Tierliebe und Eschatologie) die Ämter des AStA-Vorsitzenden sowie das Öffentlichkeitsreferat von der Liste Die LISTE besetzt werden. Nach regulärer Wahl Mitte April konnte Die LISTE Mannheim für die Legislatur 2015/2016 in selbiger Koalition wieder einen AStA-Vorsitz, verschiedene Beauftragungen sowie das neugeschaffene Referat für besondere Aufgaben besetzen. Des Weiteren stellte sie den 1. StuPa-Präsidenten sowie einen Vertreter im Senat. Nach den Parlamentswahlen 2016 schied sie aus der Koalition aus, besetzte jedoch weiterhin 3 Sitze im StuPa und stellte zwischen Juni 2016 und Juni 2017 die stellvertretende StuPa-Präsidentin. Mit 18,68 % der Stimmen erlangte die LISTE Uni Mannheim bei den StuPa-Wahlen im Juni 2017 erstmals 4 Sitze. Aktuell ist sie weder im AStA noch im StuPa-Präsidium vertreten, ihr Vorsitzender ist jedoch Stellvertretendes Mitglied in der Senatskommission für wissenschaftliches Fehlverhalten.
An der Universität Rostock trat im Januar 2016 der für die Legislaturperiode 2015/2016 gewählte Präsident des StudentINNenrates zurück. Im Zuge der Neuwahlen wurde der von Die LISTE Uni Rostock gestellte Kandidat für die weitere Legislaturperiode zum Präsidenten gewählt.
Im Jahr 2015 gründete sich ebenfalls Die LISTE Hochschulgruppe Nordhausen an der Hochschule Nordhausen. Gegründet von Tino Ranacher und Michel Bienge zogen sie im ersten Jahr mit 25 % in den Studierendenrat und bekleideten dort die Ämter des Vorsitzenden sowie des ersten Beisitzers. Im darauffolgenden Jahr traten Michel Bienge und Andrey Dretvic erneut für den Studierendenrat an und erlangten mit 14,3 % die zweithöchsten Wahlstimmen. Andrey Dretvic zog für Die LISTE ein drittes Mal im Januar 2017 in den StuRa ein.
Am 8. Juli 2017 gründeten die Studierenden verschiedener Universitäten Nordrhein-Westfalens am Rande des Landesparteitages NRW den Landesverband Die LISTE NRW. In den Vorstand wurden Dominic Alexander Windolph, Timo Andrejewski und Jonas Neubürger gewählt.
Im Rahmen des Bundesparteitags wurde am 21. Mai 2016 der Die LISTE – Bundesverband gegründet, der die LISTE- und PARTEI-Hochschulgruppen untereinander koordinieren und Schulungen organisieren soll. Das erste bundesweite Treffen der LISTE- und PARTEI-Hochschulgruppen fand am Wochenende 22./23. September 2018 in Göttingen statt.
Die LISTE an der Europa-Universität Viadrina in Frankfurt (Oder) hat es 2023 bundesweit in die Nachrichten geschafft, nachdem sie und andere Hochschulgruppen der Viadrina einen offenen Brief verfassten, der massive Probleme mit Rechtsextremismus an der Universität, besonders im Unisport, aufdeckte. Außerdem ist Die LISTE in der 33. Legislatur des Studierendenparlaments der Viadrina mit einem Sitz vertreten.
Seit Ende 2023 gibt es von mehreren Hochschulgruppen die erneute Bestrebung, einen Bundesverband der PARTEI-Hochschulgruppen und LISTEn zu gründen. Dazu wird voraussichtlich im Oktober 2024 das erste offizielle BundesLISTEn-Treffen abgehalten.

### PARTEI-Verbände im Ausland

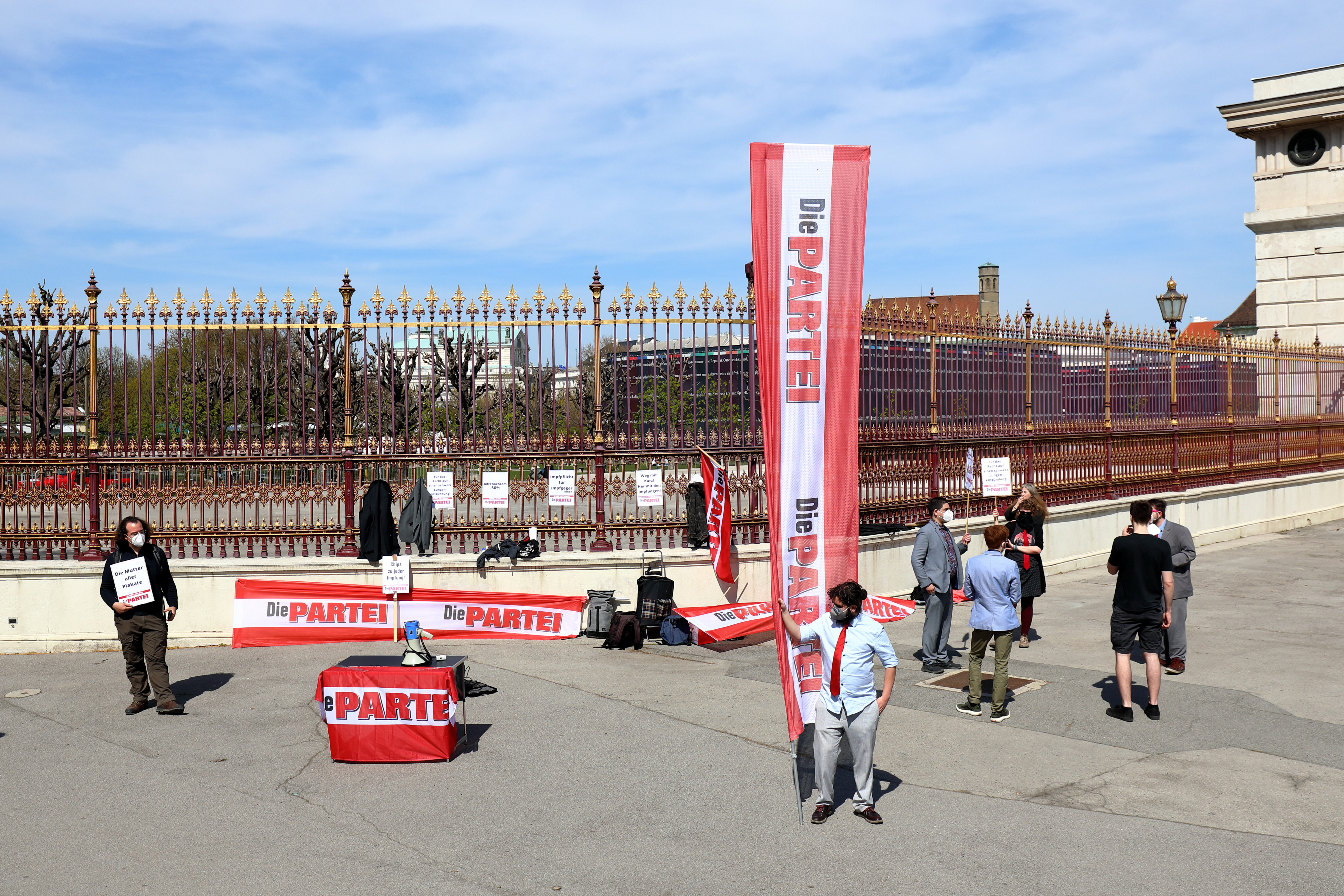
Der „Österreich-Ableger“ bei einer Veranstaltung in Wien vor dem Burgtor

- Belgien: „Die PARTEI-Ortsverband Brüssel“ wurde Ende 2016 gegründet.[214]
- Luxemburg: Der im Dezember 2019 gegründete Ableger[215] trägt den Namen „d'PARTEI“, was luxemburgisch für Die PARTEI steht. Abweichend wird eine blaue Farbgebung verwendet, und im Akronym musste „Tierschutz“ durch „Trucmachin“ (zu Deutsch: Dingsbums[216]) ersetzt werden.
- Österreich: Bereits am 26. Oktober 2014, dem österreichischen Nationalfeiertag, im Bierlokal „Hopferl“ in Wien gegründet,[217] wollte Die PARTEI fünf Jahre später bei den Wahlen zum Nationalrat 2019 antreten, wozu es jedoch nicht kam. 2020 trat sie schließlich unter dem irritierenden Namen Liste KURZ bei den Bezirksvertretungswahlen in drei Wiener Gemeindebezirken an, konnte jedoch kein Mandat erreichen. Die österreichische PARTEI löste sich im Sommer 2022 laut Angaben auf ihrer Homepage auf.[218]
- Schweiz: DIE PARTEI (AO) soll die deutschsprachige Schweiz mit Deutschland vereinen.[219]

### JugendorganisationHintnerJugend
Die Hintnerjugend (Eigenschreibweise: HintnerJugend) ist die Jugendorganisation der Partei. Sie wurde unter dem Motto „Wir brauchen eine Kinder- und Jugendbewegung, weil wir eine Kinder- und Jugendbewegung brauchen!“ am 5. Juni 2005 auf dem Landesparteitag der Partei in Mannheim gegründet. Benannt ist sie nach dem Generalsekretär Thomas Hintner in Anspielung auf die Hitlerjugend. Vorsitzende sind Michèle Scholtz und Bernd Sandner.
Die Hintnerjugend kümmert sich um den politischen Nachwuchs, der dann im Anschluss an sein Engagement in der Hintnerjugend in die parteieigene Prosecco-Jugend aufsteigen kann. Der offizielle Gruß der Jugendorganisation ist: „Hi Hintner!“ Die Bekleidung der Hintnerjugend ist ein blaues Hemd mit grauer Hose und rotem Halstuch. Das Logo der Jugendorganisation zeigt eine rote Kaulquappe auf schwarzem Grund.
Die Hintnerjugend ist gegliedert in Nord-, Ost-, Süd- und Westbund. Mitglied kann man bereits ab dem fünften Lebensjahr werden. Die Mitglieder werden dabei in Laich, Kaulquappe, Jungfrosch, Frosch und Krötenfrosch unterteilt.

### Die RELIGION
Die Religion für Ewiges Leben, Innerfamiliären Geschlechtsverkehr, Irgendwas mit göttlicher Offenbarung und Nächstenliebe (kurz: Die RELIGION) wurde im September 2013 von Funktionären der Partei gegründet und stellt analog zu dieser eine Parodie der kirchlichen Institutionen, insbesondere der katholischen Kirche, dar. Die RELIGION bezeichnet sich selbst als „kundenorientierte Service-Religion“, bei der jeder an beliebige Inhalte und Götter glauben darf und sich an individuell ausgestaltete Bräuche und Gebote zu halten hat. Das Oberhaupt der Gemeinschaft ist der „außerparlamentarische Gegenpapst“. Das Amt wird im Vierjahresturnus neu vergeben. Die RELIGION gibt in unregelmäßigen Abständen ihr eigenes Satiremagazin Der WACHTURM heraus. Sein Titel spielt auf das ähnlich benannte Organ Der Wachtturm der Zeugen Jehovas an. Der Verband Die RELIGION gilt seit 2017 als weitgehend inaktiv.

## Finanzen
| Einnahmen der PARTEI (EUR)                                      | 2022         | 2021         | 2020         | 2019         |
| --------------------------------------------------------------- | ------------ | ------------ | ------------ | ------------ |
| aus Mitgliedsbeiträgen                                          | 77.865,20    | 121.739,94   | 111.823,24   | 109.401,28   |
| aus Mandatsträgerbeiträgen und sonstigen regelmäßigen Einnahmen | 21.462,96    | 18.294,90    | 7.057,11     | 1.967,00     |
| aus Spenden von natürlichen Personen                            | 316.864,43   | 436.702,08   | 250.175,05   | 456.994,85   |
| aus Spenden von juristischen Personen                           | 11.551,00    | 295.306,64   | 2.515,00     | 7.261,83     |
| aus Unternehmenstätigkeiten und Beteiligungen                   | 0            | 0            | 0            | 0            |
| aus sonstigem Vermögen                                          | 0            | 0            | 0            | 0            |
| aus Veranstaltungen, Vertrieb und sonstigen Tätigkeiten         | 137.109,26   | 206.132,63   | 165.860,91   | 265.607,66   |
| aus staatlichen Mitteln                                         | 847.864,33   | 503.166,83   | 783.939,45   | 381.674,06   |
| aus sonstigen Einnahmen                                         | 9.549,05     | 1.010,16     | 38.184,92    | 27.302,45    |
| Gesamt                                                          | 1.422.266,23 | 1.582.353,18 | 1.359.555,68 | 1.250.209,13 |

Nach dem deutschen Parteiengesetz von vor 2016 darf der Betrag der staatlichen Teilfinanzierung einer Partei nicht die Summe ihrer selbst erwirtschafteten Einnahmen übersteigen. Die sich aus den erzielten Wählerstimmen ergebende staatliche Zuweisung wird deshalb auf der Höhe der Eigeneinnahmen gekappt, wobei vor 2016 der erzielte Umsatz – also nicht nur der Gewinn – als zuweisungswirksame Einnahmen berücksichtigt wurde. Um die eigenen Einnahmen zu erhöhen, „verkaufte“ Die PARTEI 2014 daher 20-, 50- und 100-Euroscheine mit Postkarten als Zugabe für je 5 Euro über Nennwert. Sie bezog sich dabei auf Aktivitäten der Alternative für Deutschland, die aus ähnlichen Erwägungen heraus einen Goldhandel eingerichtet hatte. Nach dem „Geldverkauf“ machte die Partei in ihrem Rechenschaftsbericht gegenüber der Bundestagsverwaltung rund 190.000 Euro als „Einnahmen aus Unternehmenstätigkeit“ geltend.
Nachdem der Bundestagsverwaltung der Hintergrund bekannt geworden war, forderte sie 72.000 Euro von der PARTEI zurück. Zudem wurde ihr eine Strafe von 384.000 Euro wegen „unrichtiger Angaben“ auferlegt. Die PARTEI hat hiergegen Klage eingereicht (Verwaltungsgericht Berlin, Az.: VG 2 K 413.16). In dem Verfahren erhielt sie Unterstützung durch Martin Morlok, Direktor des Instituts für Deutsches und Internationales Parteienrecht und Parteienforschung. Am 21. September 2017 gab das Gericht der Klage statt und ließ die Berufung an das Oberverwaltungsgericht Berlin-Brandenburg sowie die Sprungrevision zum Bundesverwaltungsgericht zu. Das Oberverwaltungsgericht Berlin-Brandenburg bestätigte die Auffassung der Vorinstanz, ließ aber ebenso die Revision beim Bundesverwaltungsgericht zu, die durch die Bundestagsverwaltung wahrgenommen wurde. Mitte Mai 2020 wies das Bundesverwaltungsgericht die Klage der Bundestagsverwaltung ab und entschied, dass die PARTEI Geld verkaufen durfte. 2015 wurden eintausend 100-Euro-Scheine zum Preis von je 80 Euro verkauft.
Nach einer Änderung des Parteiengesetzes zum 1. Januar 2016 sind in den Rechenschaftsberichten ab dem Geschäftsjahr 2015 nicht mehr die Einnahmen aus Unternehmenstätigkeit, sondern der Gewinn für die Obergrenze entscheidend.

## Wahlergebnisse

### Übersicht Europa-, Bundes- und Landtagswahlen
|      | EU     | Bund   | NW     | BY     | BW     | NI     | HE     | RP     | SN     | BE     | SH     | BB    | ST     | TH     | HH     | MV     | SL     | HB     |
| ---- | ------ | ------ | ------ | ------ | ------ | ------ | ------ | ------ | ------ | ------ | ------ | ----- | ------ | ------ | ------ | ------ | ------ | ------ |
| 2005 |        | 0,02 % | 0,02 % |        |        |        |        |        |        |        | n. a.  |       |        |        |        |        |        |        |
| 2006 |        |        |        |        | 0,02 % |        |        | n. a.  |        | n. D.  |        |       | n. a.  |        |        | n. a.  |        |        |
| 2007 |        |        |        |        |        |        |        |        |        |        |        |       |        |        |        |        |        | n. a.  |
| 2008 |        |        |        | n. a.  |        | n. a.  | n. a.  |        |        |        |        |       |        |        | 0,25 % |        |        |        |
| 2009 | n. a.  | n. a.  |        |        |        |        | n. a.  |        | n. a.  |        | n. a.  | n. a. |        | n. a.  |        |        | n. a.  |        |
| 2010 |        |        | 0,12 % |        |        |        |        |        |        |        |        |       |        |        |        |        |        |        |
| 2011 |        |        |        |        | 0,01 % |        |        | n. a.  |        | 0,88 % |        |       | n. a.  |        | 0,38 % | 0,24 % |        | n. a.  |
| 2012 |        |        | 0,29 % |        |        |        |        |        |        |        | n. D.  |       |        |        |        |        | 0,46 % |        |
| 2013 |        | 0,18 % |        | n. a.  |        | n. a.  | 0,48 % |        |        |        |        |       |        |        |        |        |        |        |
| 2014 | 0,63 % |        |        |        |        |        |        |        | 0,71 % |        |        | 0,2 % |        | 0,59 % |        |        |        |        |
| 2015 |        |        |        |        |        |        |        |        |        |        |        |       |        |        | 0,90 % |        |        | 1,87 % |
| 2016 |        |        |        |        | 0,32 % |        |        | n. a.  |        | 1,95 % |        |       | 0,53 % |        |        | 0,63 % |        |        |
| 2017 |        | 0,98 % | 0,65 % |        |        | 0,59 % |        |        |        |        | 0,56 % |       |        |        |        |        | n. a.  |        |
| 2018 |        |        |        | 0,44 % |        |        | 0,64 % |        |        |        |        |       |        |        |        |        |        |        |
| 2019 | 2,40 % |        |        |        |        |        |        |        | 1,55 % |        |        | 0,5 % |        | 1,13 % |        |        |        | 1,66 % |
| 2020 |        |        |        |        |        |        |        |        |        |        |        |       |        |        | 1,40 % |        |        |        |
| 2021 |        | 0,99 % |        |        | 1,22 % |        |        | 1,06 % |        | 1,80 % |        |       | 0,73 % |        |        | 0,77 % |        |        |
| 2022 |        |        | 1,06 % |        |        | 0,94 % |        |        |        |        | 0,74 % |       |        |        |        |        | 1,04 % |        |
| 2023 |        |        |        | 0,47 % |        |        | 0,84 % |        |        | 1,42 % |        |       |        |        |        |        |        | 0,95 % |
| 2024 | 1,90 % |        |        |        |        |        |        |        | 0,84 % |        |        | n. D. |        | n. a.  |        |        |        |        |
| 2025 |        | 0,49 % |        |        |        |        |        |        |        |        |        |       |        |        | 0,40 % |        |        |        |

|       | Einzug ins Parlament                  |
|       | Relevanz für die Parteienfinanzierung |
| fett  | bestes Ergebnis zu dieser Wahl        |
| n. a. | nicht angetreten                      |
| n. D. | nur mit Direktkandidaten angetreten   |

### Bundestagswahlen
| Jahr | Erststimmen | Erststimmen | Erststimmen   | Erststimmen | Zweitstimmen | Zweitstimmen | Zweitstimmen  | Zweitstimmen |
| Jahr | Stimmen     | %           | Änderung %-P. | Änderung %  | Stimmen      | %            | Änderung %-P. | Änderung %   |
| ---- | ----------- | ----------- | ------------- | ----------- | ------------ | ------------ | ------------- | ------------ |
| 2005 | 6.923       | 0,0         | +0,0          | —           | 10.379       | 0,0          | +0,0          | —            |
| 2013 | 39.388      | 0,1         | +0,1          | +454 %      | 78.674       | 0,2          | +0,2          | +658 %       |
| 2017 | 245.415     | 0,5         | +0,4          | +523 %      | 452.922      | 1,0          | +0,8          | +475 %       |
| 2021 | 543.145     | 1,2         | +0,6          | +121 %      | 461.570      | 1,0          | ±0,0          | +2 %         |
| 2025 | 122.268     | 0,2         | −0,9          | −344 %      | 242.741      | 0,5          | −0,5          | −47 %        |

### Kommunalwahlen

#### Kommunalwahlen 2013 bis 2015
Ihren ersten direkt gewählten Mandatsträger entsandte Die PARTEI mit Bastian Langbehn bei den Kommunalwahlen in Schleswig-Holstein am 26. Mai 2013 in die Bürgerschaft der Hansestadt Lübeck.
Bei der bayerischen Kommunalwahl am 16. März 2014 wurde in Dollnstein mit 8,6 % der Stimmen einer von den 14 Sitzen im Gemeinderat errungen.
Bei den zeitgleich mit den Europawahlen am 25. Mai 2014 in drei Bundesländern stattfindenden Kommunalwahlen konnten mehrere Sitze in Gemeinde- bzw. Stadträten besetzt werden:
- Bei den Kommunalwahlen in Baden-Württemberg erhielt Die PARTEI jeweils einen Sitz in den Gemeinderäten von Freiburg im Breisgau,[243] Karlsruhe[244] und Tübingen.[245] In Freiburg ging die PARTEI-Stadträtin Sophie Kessl mit den gewählten Vertretern von Junges Freiburg (2 Mandate) und Grüne Alternative Freiburg (1 Mandat) die Fraktionsgemeinschaft „JPG“ ein, in Karlsruhe ging der Stadtrat mit den gewählten Vertretern der Karlsruher Liste (2 Mandate) und der Piratenpartei (2 Mandate) die Fraktionsgemeinschaft „KULT-Fraktion“[246] ein.
- Bei den Kommunalwahlen in Nordrhein-Westfalen erhielt Die PARTEI je einen Stadtratssitz in Essen, Krefeld und Mönchengladbach.
- Bei den Kommunalwahlen in Sachsen-Anhalt errang Die PARTEI einen Stadtratssitz in Halle (Saale).[247] Der Abgeordnete Thomas Schied bildete mit den 14 Abgeordneten der Partei Die Linke die Fraktion Die Linke/Die PARTEI.[248]

Am 10. Mai 2015 gelang der PARTEI im Zuge der Bremer Bürgerschaftswahl der Einzug in die Bremerhavener Stadtverordnetenversammlung. Bei den zeitgleich stattfindenden Kommunalwahlen zu den Beiräten in Bremen erlangte Die PARTEI einen Sitz im Beirat Östliche Vorstadt. Die PARTEI Bremen erlangte bei dieser Wahl 1,87 % der Stimmen und war damit der erste Landesverband in der Geschichte der Partei, der mindestens 1 % der Stimmen bei einer Wahl eines Landesparlaments (in Bremen: Bremische Bürgerschaft) erlangte und dadurch in den Genuss der Parteienfinanzierung kam.

#### Kommunalwahlen in Hessen, Niedersachsen und Berlin 2016
- Bei den Kommunalwahlen in Hessen am 9. März 2016 zog Nico Wehnemann für Die PARTEI mit 1,4 % in die Stadtverordnetenversammlung Frankfurt am Main[253] ein und gründete dort mit Vertretern zweier anderer Kleinparteien Die FRAKTION-Fraktion.[254]

- Bei den Kommunalwahlen in Niedersachsen am 11. September 2016 konnte Die PARTEI Mandate in fünf Städten erringen, jeweils ein Mandat in den Räten der beiden größten Städte Hannover und Braunschweig und in den Städten Celle, Göttingen und Wilhelmshaven. Durch den Übertritt des ehemaligen Fraktionsvorsitzenden der Partei Die Linke konnte im Rat der Stadt Hannover erstmals eine Fraktion gegründet werden, die nur aus PARTEI-Mitgliedern bestand. Auch in die Regionsversammlung, das Parlament der 1,1 Millionen einwohnerstarken Region Hannover, zog sie bei diesen Wahlen ein und bildete anschließend dort mit Piraten und einem abtrünnigen Mitglied der Linkspartei die Gruppe „Die REGION“ (die Regionsgruppe für Einheitsbrei, Gleichstellung, Integration, Offenheit und Netiquette). Bei der Kreiswahl im Landkreis Göttingen errang Die PARTEI ein Mandat mit einem Vorsprung von 0,06 Prozentpunkten vor der NPD und verhinderte deren Einzug in den Kreistag. Insgesamt holte Die PARTEI bei diesen Kommunalwahlen über 20 Mandate auf Kreis-, Gemeinde- und Bezirks-Ebene.
- Bei den Wahlen der Bezirksvertretungen im Zuge der Wahl zum Abgeordnetenhaus in Berlin am 18. September 2016 gelang zwei Kandidaten mit einem Stimmenanteil von 4,6 % der Einzug in die Bezirksverordnetenversammlung Friedrichshain-Kreuzberg.[255] Im November 2016 erlangte Die PARTEI durch den Übertritt zweier Mitglieder der Piratenpartei den Fraktionsstatus in der Bezirksverordnetenversammlung.

#### Kommunalwahlen in Schleswig-Holstein im Mai 2018
Bei den Kommunalwahlen in Schleswig-Holstein am 6. Mai 2018 konnte Die PARTEI ihr Mandat in der Lübecker Bürgerschaft mit 2,5 % der Wählerstimmen verteidigen. In der Landeshauptstadt Kiel zog sie mit 2,6 % in die Ratsversammlung ein.

#### Bürgerschaftswahl in Bremen und Kommunalwahlen im Mai 2019
Bei der zeitgleich mit den Europawahlen am 26. Mai 2019 stattfindenden Bremer Bürgerschaftswahl verteidigte Ute Niehaus für Die PARTEI mit 1,91 % der Stimmen ihren Sitz in der Stadtverordnetenversammlung Bremerhaven.
Bei den gleichzeitigen Kommunalwahlen in acht Bundesländern konnte Die PARTEI in mehrere Stadt- und Gemeindevertretungen einziehen:
- Bei den Kommunalwahlen in Baden-Württemberg vervierfachte Die PARTEI ihren Stimmenanteil bei den Wahlen zum Gemeinderat in Karlsruhe auf 4,6 % der Stimmen. In Freiburg erreichte sie 2,7 %,[256] in Heidelberg zog sie mit ebenfalls 2,7 % erstmals in den Gemeinderat ein.[257] Bei den Wahlen zum Gemeinderat in Tübingen errang die Wahlgemeinschaft Die PARTEI/Stammtisch „Unser Huhn“ mit 4,1 % zwei Mandate.[258] In der Landeshauptstadt Stuttgart schaffte es eine Einzelstadträtin der Partei Die PARTEI mit 1,5 % der Stimmen in den Gemeinderat.[259][260] In Emmendingen gewann sie mit 3,09 % einen Sitz im Gemeinderat.[261]

- Bei den Kommunalwahlen in Brandenburg erreichte Die PARTEI in der Landeshauptstadt Potsdam mit 1,5 % der Stimmen einen Sitz und in Frankfurt (Oder) mit 3,6 % zwei Sitze in den Stadtverordnetenversammlungen. Jeweils einen Sitz erreichte sie in zehn Städten und in den Kreistagen Barnim, Havelland, Fläming.[262]

- Bei den Kommunalwahlen in Mecklenburg-Vorpommern zog Die PARTEI mit 3 % der Stimmen in die Stadtvertretung Schwerin und mit 2,5 % in die Bürgerschaft Rostock ein.[263][264]

- Bei den Kommunalwahlen in Rheinland-Pfalz erlangte Die PARTEI in den kreisfreien Städten mit 3,7 % der Stimmen zwei Mandate für den Stadtrat von Koblenz, mit 3,2 % ein Mandat im Stadtrat von Pirmasens, mit 2,7 % ein Mandat im Stadtrat von Trier, mit 2,5 % ein Mandat im Stadtrat von Zweibrücken, mit jeweils 2,2 % je ein Mandat im Stadtrat von Kaiserslautern und von Mainz und mit 2,0 % ein Mandat im Stadtrat von Landau in der Pfalz.[265] Einige Mandate wurden in kreisangehörigen Städten und eines im Kreistag im Landkreis Germersheim gewonnen[266].

- Bei den Kommunalwahlen im Saarland zog Die PARTEI mit 3,5 % der Stimmen mit zwei Mandaten als Die FRAKTION in den Stadtrat von Saarbrücken ein.[267]

- Bei den Kommunalwahlen in Sachsen-Anhalt erhielt Die PARTEI in Weißenfels (2,0 %),[268] Lutherstadt Wittenberg und Lutherstadt Eisleben jeweils ein Mandat für den Stadtrat. Der Verband in Halle konnte sein Ergebnis mit 3,4 % der Stimmen auf zwei Sitze verdoppeln.[269]

- Bei den Kommunalwahlen in Sachsen gelang der PARTEI der Einzug in die Stadträte der drei großen Städte des Bundeslandes: In Leipzig errang Die PARTEI mit 3 % der Stimmen zwei Sitze, in Chemnitz mit 3 % der Stimmen einen Sitz und in Dresden mit 1,8 % einen Sitz.[270][271]

- Bei den Kommunalwahlen in Thüringen erreichte Die PARTEI in Lauscha 5,6 % und in Gera 2,7 % der Stimmen und zog erstmals in die Stadträte ein.[272][273]

Insgesamt stieg die Zahl der kommunalen Mandate durch die Wahlen von 43 auf 107.

#### Kommunalwahlen in Bayern und Nordrhein-Westfalen 2020
- Bei den Kommunalwahlen in Bayern am 15. März 2020 errang Die PARTEI unter anderem in Roth mit 4,6 %,[275] in Fürstenfeldbruck mit 3,8 % zwei Sitze,[276] in Bamberg mit 2,5 %,[277] in Regensburg mit 1,8 %,[278] in Augsburg mit 1,5 %,[279] und in München mit 1,3 % der Stimmen[280] einen Sitz im Stadtrat und einen Sitz im Kreistag Landsberg am Lech.[281] Einer Wahlgemeinschaft aus Die Linke und der PARTEI gelang in Mühldorf am Inn mit 3,6 %[282] und in Dachau mit 1,4 %[283] der Einzug in den Stadtrat und in den Landkreisen Mühldorf am Inn[284] und Dachau[285] der Einzug in den Kreistag, einer Wahlgemeinschaft aus der PARTEI und Piraten mit 1,7 % der Einzug in den Stadtrat von Nürnberg.[286] Eine Liste aus Die Linke/mut Bayern/Piraten/Die PARTEI/V-Partei³ erreichte in Rosenheim mit 3,2 % der Stimmen[287] einen Stadtratsitz und einen Kreistagssitz im Landkreis Rosenheim.[288]

- Bei den Kommunalwahlen in Nordrhein-Westfalen am 13. September 2020 erreichte Die PARTEI insgesamt 122 Mandate. In Dortmund errang sie mit 2,8 %[289] der Wählerstimmen drei Sitze und den Status der Fraktion, in Mülheim an der Ruhr mit 4,4 %[290] Bielefeld mit 2,9 %,[291] Mönchengladbach mit 2,7 %,[292] Wuppertal mit 2,7 %,[293] Paderborn mit 2,7 %,[294] Essen mit 2,5 %,[295] Köln mit 2,5 %,[296] Bochum mit 2,4 %,[297] Gelsenkirchen mit 2,0 %[298] und Düsseldorf mit 1,8 %[299] der Stimmen jeweils zwei Sitze und in Hagen mit 2,8 %,[300] in Detmold mit 2,8 %,[301] in Wesel mit 2,7 %,[302] in Warendorf mit 2,6 %,[303] in Krefeld mit 2,5 %,[304] in Solingen mit 2,4 %[305] in Aachen mit 2,3 %,[306] in Bonn mit 2,2 %,[307] in Münster mit 2,1 %,[308] in Neuss mit 1,4 %[309] in Recklinghausen mit 1,4 %,[310] und in Duisburg mit 1,1 %[311] einen Sitz im Stadtrat. Dazu kamen Stadtratssitze in anderen Städten und insgesamt 33 Mandate in Bezirksvertretungen. In der Städteregion Aachen zog Die PARTEI mit 2,0 % der Stimmen[312] in den Städteregionstag, in den Landkreisen Herford mit 2,9 %,[313] Paderborn mit 2,2 %,[314] Viersen mit 2,0 %,[315] Rhein-Kreis Neuss mit 1,9 %[316] und Warendorf mit 1,5 %[317] in den Kreistag ein.

#### Kommunalwahlen in Hessen, Niedersachsen und Berlin 2021
- Im Zuge der Kommunalwahlen in Hessen am 14. März 2021 legte Die PARTEI in Frankfurt am Main mit 1,8 % der Stimmen leicht zu und errang zwei Sitze in der Stadtverordnetenversammlung.[318] Sie zog in die Stadtverordnetenversammlungen weiterer Städte ein, unter anderem mit 3,37 % der Stimmen in die von Wetzlar,[319] Gießen mit 3,3 %[320], Fulda mit 2,38 %[321], Darmstadt mit 2,1 %[322], Hanau mit 1,76 %[323], Offenbach am Main mit 1,0 %[324] und Kassel mit 0,98 % der Stimmen.[325] Die PARTEI errang im Lahn-Dill-Kreis mit 2,69 %[326] und im Landkreis Groß-Gerau mit 2,51 % zwei Mandate[327] und in den Landkreisen Fulda mit 1,74 %[328], Gießen mit 1,45 %[329], Main-Kinzig-Kreis mit 0,95 %[330], Offenbach mit 0,9 %[331], im Main-Taunus-Kreis mit 0,89 %[332], im Landkreis Darmstadt-Dieburg mit 0,8 %[333] und im Hochtaunuskreis mit 0,6 %[334] jeweils ein Mandat im Kreistag.

- Bei den Kommunalwahlen in Niedersachsen am 12. September 2021 baute Die PARTEI die Zahl ihrer Mandate auf insgesamt 28[335] im Zuge der Gemeinde- und 15 im Zuge der Kreiswahlen[336] aus. So gewann sie ein zweites Mandat im Rat der Stadt Wilhelmshaven mit einem Ergebnis von 4,68 %[337] und verteidigte ihren Sitz im Rat der Stadt Göttingen mit 2,8 %,[338] im Rat der Landeshauptstadt Hannover mit 2,3 %,[339] im Rat der Stadt Braunschweig mit 2,0 %,[340] im Kreistag des Landkreises Göttingen mit 1,87 %,[341] in der Regionsversammlung der Region Hannover mit 1,6 %,[342] im Landkreis Celle mit 1,5 %[343] und im Rat der Stadt Celle mit 1,4 %[344] der Stimmen. In Delmenhorst zog sie mit 3,0 %,[345] in Norden mit 2,65 %,[346] in Hildesheim mit 2,42 %,[347] in der Hansestadt Lüneburg mit 2,35 %,[348]  in Emden mit 1,88 %[349] in Wolfenbüttel mit 1,81 %,[350] in Osnabrück mit 1,62 %,[351] in Salzgitter mit 1,58 %,[352] in Gifhorn mit 1,08 %[353] und in Goslar mit 1,06 %[354] der Stimmen erstmals in den Stadtrat und mit 1,82 %[355] in den Kreistag des Landkreises Lüneburg, mit 1,63 %[356] in den Kreistag des Landkreises Emsland und mit 1,42 %[357] der Stimmen in den Kreistag des Landkreises Friesland ein.

- Im Zuge der zeitgleich zur Bundestagswahl 2021 abgehaltenen Wahl des Abgeordnetenhauses in Berlin am 26. September 2021 verteidigte Die PARTEI mit einem Stimmenanteil von 3,7 % ihre zwei Mandate in der Bezirksverordnetenversammlung Friedrichshain-Kreuzberg.[358] Nach einem unter anderem von der PARTEI eingereichten Einspruch fand eine Wahlprüfung statt, am 16. November 2022 erklärte der Verfassungsgerichtshof des Landes Berlin die Wahl für ungültig.[359] Die Wiederholung der Pannenwahl fand am 12. Februar 2023 statt.[360] Die Abgeordneten Riza Cörtlen und Torben Denecke verteidigten mit 3,4 % der Stimmen erneut ihre Sitze.[361]

#### Kommunalwahlen in Schleswig-Holstein und Bremen im Mai 2023
- Bei den Kommunalwahlen in Schleswig-Holstein am 14. Mai 2023 verteidigte Die PARTEI ihr Mandat in der Landeshauptstadt Kiel mit 2,8 %[362] und in der Lübecker Bürgerschaft mit 1,8 % der Wählerstimmen.[363] Sie zog mit 2,1 % der Stimmen erstmals in die Ratsversammlung von Rendsburg[364] und mit 0,8 % in den Kreistag des Kreises Rendsburg-Eckernförde[365] ein.

- Bei der zeitgleichen Wahl zur Bremischen Bürgerschaft verteidigte Carsten Baumann-Duderstaedt mit 1,9 % der Stimmen das Mandat der PARTEI in der Stadtverordnetenversammlung Bremerhaven.[366] In den Beiratsbereichen Mitte,[367] Neustadt[368] und Östliche Vorstadt[369] erhielt Die PARTEI jeweils einen Sitz im Beirat.[370]

#### Kommunalwahlen in Thüringen im Mai 2024
Der Kandidat der PARTEI der Wahl zum Oberbürgermeister der kreisfreien Stadt Gera David Kaschta erhielt bei den Kommunalwahlen in Thüringen am 26. Mai 2024 2,4 % der Stimmen und verteidigte mit 2,0 % das Mandat der PARTEI im Stadtrat, ebenso der Kandidat der Bürgermeisterwahl Paul Orlowski (3,7 %) mit 2,7 % der Stimmen den Sitz der PARTEI im Stadtrat der Stadt Lauscha.

#### Kommunalwahlen im Juni 2024
- Bei den zeitgleich mit den Europawahlen am 9. Juni 2024 abgehaltenen Kommunalwahlen in Baden-Württemberg 2024 verteidigte Die PARTEI ihr Mandat in den Gemeinderäten in Karlsruhe mit 3,03 %, in Heidelberg mit 2,6 %, in Freiburg im Breisgau mit 2,4 % und in der Landeshauptstadt Stuttgart mit 1,6 % der Stimmen[375] und eroberte jeweils einen Sitz mit 2,63 % in Heilbronn und mit 2,1 % im Mannheim.[376] Die Wählergemeinschaft Die PARTEI/Stammtisch „Unser Huhn“ erreichte in Tübingen mit 3,7 % einen Sitz.[377] In der Stadt Emmendingen verteidigte Die PARTEI ihren Sitz mit 3,61 %.[378]
- Bei den Kommunalwahlen in Brandenburg verteidigte Die PARTEI in der Landeshauptstadt Potsdam mit 2,8 % der Stimmen[379] einen Sitz und in Frankfurt (Oder) mit 4,9 % zwei Sitze[380] in den Stadtverordnetenversammlungen. Die Liste Die PARTEI/ALE/BI Radwege verteidigte das Mandat im Stadtrat der Stadt Eberswalde,[381] mit 2,6 % der Stimmen ihren Sitz im Kreistag Barnim,[382] mit 2,3 % den im Kreistag Havelland,[383] als Liste Die PARTEI-Die PDS mit 1,9 % ihren Sitz im Kreistag Teltow-Fläming[384] und erhielt mit 1,3 % einen Sitz im Kreistag Dahme-Spreewald[385].

- Bei den Kommunalwahlen in Mecklenburg-Vorpommern verteidigte Die PARTEI mit 3,3 % der Stimmen ihren Sitz in der Stadtvertretung Schwerin und mit 2,2 % in der Bürgerschaft Rostock.[386][387] Mit 1,1 % der Stimmen zog sie in den Kreistag des Landkreises Vorpommern-Rügen und mit 1,0 % in den Kreistag des Landkreises Vorpommern-Greifswald ein.[388][389]

- Bei den Kommunalwahlen in Rheinland-Pfalz verteidigte Die PARTEI mit 3,8 % der Stimmen ihre zwei Mandate im Stadtrat von Koblenz,[390] verdoppelte mit 3,2 % ihre Mandate auf zwei Sitze im Stadtrat von Trier,[391] verteidigte mit 2,5 % ihr Mandat im Stadtrat von Zweibrücken[392] und zog mit 1,5 % in den Stadtrat der Landeshauptstadt Mainz ein.[393]

- Bei den Kommunalwahlen im Saarland verdoppelte Die PARTEI mit 7,3 % der Stimmen die Mandate ihrer FRAKTION auf 4 Sitze im Stadtrat von Saarbrücken.[394]

- Bei den Kommunalwahlen in Sachsen-Anhalt verteidigte Die PARTEI in Halle  mit 3,3 % der Stimmen ihre beiden Sitze im Stadtrat.[395]

- Bei den Kommunalwahlen in Sachsen verteidigte Die PARTEI mit 3,5 % der Stimmen ihre beiden Sitze im Stadtrat der Stadt Leipzig,[396] mit 1,9 % ihr Mandat in der Landeshauptstadt Dresden[397] und verdoppelte in Chemnitz mit 2,9 % der Stimmen ihre Präsenz auf zwei Mandate.[398]

## Rezeption

### Verfilmungen
- 2009: Die PARTEI. Kinofilm unter der Regie von Susanne Müller, Andreas Coerper, Martin Sonneborn
- 2017: Sexy-Mini-Super-Porno. „Pornewmentary“ unter der Regie von Susanne Müller und Andreas Coerper